# Deutschland sucht den Superstar
Deutschland sucht den Superstar (DSDS) ist eine deutsche Castingshow, die erstmals am 9. November 2002 von dem Fernsehsender RTL ausgestrahlt wurde. Sie ist ein Ableger der britischen Sendung Pop Idol, eines Konzepts, das weltweit seit 2002 lizenziert wurde. In Deutschland wird die Sendung von UFA Show (vormals Grundy Light Entertainment) im Studio 30 / 31 der MMC-Studios (Coloneum) in Köln produziert.

## Konzept und Marketing
Gerhard Zeiler von RTL beauftragte Dieter Bohlen 2002 mit der deutschen Version von Pop Idol. Laut Bohlen entstand die Bezeichnung „Deutschland sucht den Superstar“, nachdem der Musikproduzent Frank Farian sich die deutschen Namensrechte an „Pop Idol“ gesichert hatte und den Gebrauch nur unter der Bedingung zulassen wollte, dass er in der DSDS-Jury mitwirken durfte. Farian wurde jedoch nicht in die DSDS-Jury eingeladen.
Inhalt der Sendung ist es, in einem Talentwettbewerb einen Sänger oder eine Sängerin zu ermitteln. Durch Castings und Bewerbungen werden Kandidaten gefunden, deren Anzahl in mehreren Runden (sogenannten „Recalls“) durch das Urteil der Jury reduziert wird. Die aus den Qualifikationsrunden verbleibenden Kandidaten treten in nachfolgenden Sendungen, sogenannten „Liveshows“, auf. Die Jury beurteilt nach jedem Auftritt den Gesang und das Auftreten der Teilnehmer. Über das Weiterkommen der Teilnehmer und den späteren Sieger entscheiden ab den Mottoshows die Zuschauer per Telefonabstimmung, per SMS und über das Internet (über das offizielle Gewinnspiel-Portal winario). Pro Votingteilnahme werden 0,50 Euro fällig. Bis zum Finale scheiden die Teilnehmer mit den wenigsten Stimmen aus. Das Ergebnis der Abstimmung wird am selben Abend bekanntgegeben.
Der Sieger erhält einen Plattenvertrag, in den Staffeln 8–14 gab es zusätzlich 500.000 Euro Siegprämie, seit Staffel 15 sind es 100.000 Euro. Alle Stufen des Wettbewerbs sowie das Leben der Teilnehmer selbst werden in den wöchentlichen Sendungen und in weiteren RTL-Magazinen thematisiert.

## Staffeln

### Übersicht
| Staffel | Premiere   | Finale     | Anzahl Folgen | Gewinner           | Zweitplatzierter    | Drittplatzierter    | Moderator(en)       | Moderator(en)       | Juroren (Reihe)  | Juroren (Reihe)     | Juroren (Reihe)                     | Juroren (Reihe)    |
| Staffel | Premiere   | Finale     | Anzahl Folgen | Gewinner           | Zweitplatzierter    | Drittplatzierter    | Haupt               | Co                  | 1                | 2                   | 3                                   | 4                  |
| ------- | ---------- | ---------- | ------------- | ------------------ | ------------------- | ------------------- | ------------------- | ------------------- | ---------------- | ------------------- | ----------------------------------- | ------------------ |
| 01      | 09.11.2002 | 08.03.2003 | 16            | Alexander Klaws    | Juliette Schoppmann | Daniel Küblböck     | Michelle Hunziker 1 | Carsten Spengemann  | 0Dieter Bohlen 2 | Thomas M. Stein     | Shona Fraser                        | Thomas Bug         |
| 02      | 03.09.2003 | 13.03.2004 | 23            | Elli Erl           | Denise Tillmanns    | Philippe Bühler     | Michelle Hunziker 1 | Carsten Spengemann  | 0Dieter Bohlen 2 | Thomas M. Stein     | Shona Fraser                        | Thomas Bug         |
| 03      | 16.11.2005 | 18.03.2006 | 20            | Tobias Regner      | Mike Leon Grosch    | Vanessa Jean Dedmon | Marco Schreyl       | Tooske Ragas 3      | 0Dieter Bohlen 2 | Sylvia Kollek       | Heinz Henn                          |                    |
| 04      | 10.01.2007 | 05.05.2007 | 20            | Mark Medlock       | Martin Stosch       | Lisa Bund           | Marco Schreyl       | Tooske Ragas 3      | 0Dieter Bohlen 2 | Anja Lukaseder      | Heinz Henn                          |                    |
| 05      | 23.01.2008 | 17.05.2008 | 20            | Thomas Godoj       | Fady Maalouf        | Linda Teodosiu      | Marco Schreyl       |                     | 0Dieter Bohlen 2 | Anja Lukaseder      | Andreas Läsker                      |                    |
| 06      | 21.01.2009 | 09.05.2009 | 19            | Daniel Schuhmacher | Sarah Kreuz         | Annemarie Eilfeld   | Marco Schreyl       | 0Nina Eichinger 4   | 0Dieter Bohlen 2 | 0Volker Neumüller 5 |                                     |                    |
| 07      | 06.01.2010 | 17.04.2010 | 20            | Mehrzad Marashi    | Menowin Fröhlich    | Manuel Hoffmann     | Marco Schreyl       | 0Nina Eichinger 4   | 0Dieter Bohlen 2 | 0Volker Neumüller 5 |                                     |                    |
| 08      | 08.01.2011 | 07.05.2011 | 23            | Pietro Lombardi    | Sarah Engels        | Ardian Bujupi       | Marco Schreyl       | Fernanda Brandão    | 0Dieter Bohlen 2 | Patrick Nuo         |                                     |                    |
| 09      | 07.01.2012 | 28.04.2012 | 24            | Luca Hänni         | Daniele Negroni     | Jesse Ritch         | Marco Schreyl       | Natalie Horler      | 0Dieter Bohlen 2 | Bruce Darnell       |                                     |                    |
| 010 6   | 05.01.2013 | 11.05.2013 | 23            | Beatrice Egli      | Lisa Wohlgemuth     | Ricardo Bielecki    | Nazan Eckes 7       | Raúl Richter        | 0Dieter Bohlen 2 | Bill Kaulitz        | Tom Kaulitz                         | Mateo Jasik        |
| 11      | 08.01.2014 | 03.05.2014 | 19            | Aneta Sablik       | Meltem Acikgöz      | Daniel Ceylan       | Nazan Eckes 7       |                     | 0Dieter Bohlen 2 | Kay One             | Mieze Katz                          | Marianne Rosenberg |
| 12      | 07.01.2015 | 16.05.2015 | 20            | Severino Seeger    | Viviana Grisafi     | Antonio Gerardi     | Oliver Geissen      | Mandy Capristo      | 0Dieter Bohlen 2 | DJ Antoine          | Heino                               |                    |
| 013 8   | 02.01.2016 | 07.05.2016 | 21            | Prince Damien      | Laura van den Elzen | Thomas Katrozan     | Oliver Geissen      | Michelle            | 0Dieter Bohlen 2 | Vanessa Mai         | H. P. Baxxter                       |                    |
| 14      | 04.01.2017 | 06.05.2017 | 22            | Alphonso Williams  | Alexander Jahnke    | Maria Voskania      | Oliver Geissen      | Michelle            | 0Dieter Bohlen 2 | Shirin David        | H. P. Baxxter                       |                    |
| 15      | 03.01.2018 | 05.05.2018 | 19            | Marie Wegener      | Michel Truog        | Michael Rauscher    | Oliver Geissen      | Ella Endlich        | 0Dieter Bohlen 2 | Carolin Niemczyk    | Mousse T.                           |                    |
| 16      | 05.01.2019 | 27.04.2019 | 21            | Davin Herbrüggen   | Nick Ferretti       | Joana Kesenci       | Oliver Geissen      | Pietro Lombardi     | 0Dieter Bohlen 2 | Oana Nechiti        | 0Xavier Naidoo 9Florian Silbereisen |                    |
| 17      | 04.01.2020 | 04.04.2020 | 22            | Ramon Kaselowsky   | Chiara D’Amico      | Joshua Tappe        | Alexander Klaws     | Pietro Lombardi     | 0Dieter Bohlen 2 | Oana Nechiti        | 0Xavier Naidoo 9Florian Silbereisen |                    |
| 018 10  | 05.01.2021 | 03.04.2021 | 19            | Jan-Marten Block   | Karl Jeroboan       | Kevin Jenewein      | Oliver Geissen      | Maite Kelly         | 0Dieter Bohlen 2 | Mike Singer         | 00Thomas Gottschalk 11              |                    |
| 019 12  | 22.01.2022 | 07.05.2022 | 18            | Harry Laffontien   | Amber van den Elzen | Melissa Mantzoukis  | Marco Schreyl       | Florian Silbereisen | Ilse DeLange     | Toby Gad            |                                     |                    |
| 20      | 14.01.2023 | 15.04.2023 | 20            | Sem Eisinger       | Monika Gajek        | Lorent Berisha      | Laura Wontorra      | Dieter Bohlen       | Pietro Lombardi  | Katja Krasavice     | Leony                               |                    |
| 21      | 18.09.2024 | 09.11.2024 | 15            | Christian Jährig   | Philip Matas        | Nissim Mizrahi      | Laura Wontorra      | Dieter Bohlen       | Pietro Lombardi  | Loredana            | Beatrice Egli                       |                    |
| 22      |            |            |               |                    |                     |                     |                     | Dieter Bohlen       | Bushido          | Isi Glück           |                                     |                    |

Anmerkungen

### Staffel 1 (2002–2003)
| 1. Alexander Klaws 2. Juliette Schoppmann 3. Daniel Küblböck 4. Vanessa Struhler 5. Gracia Baur 6. Nicole Süßmilch 7. Daniel Lopes 8. Nektarios Bamiatzis 9. Judith Lefeber 10. Andrea Josten 11. Stephanie Brauckmeyer |

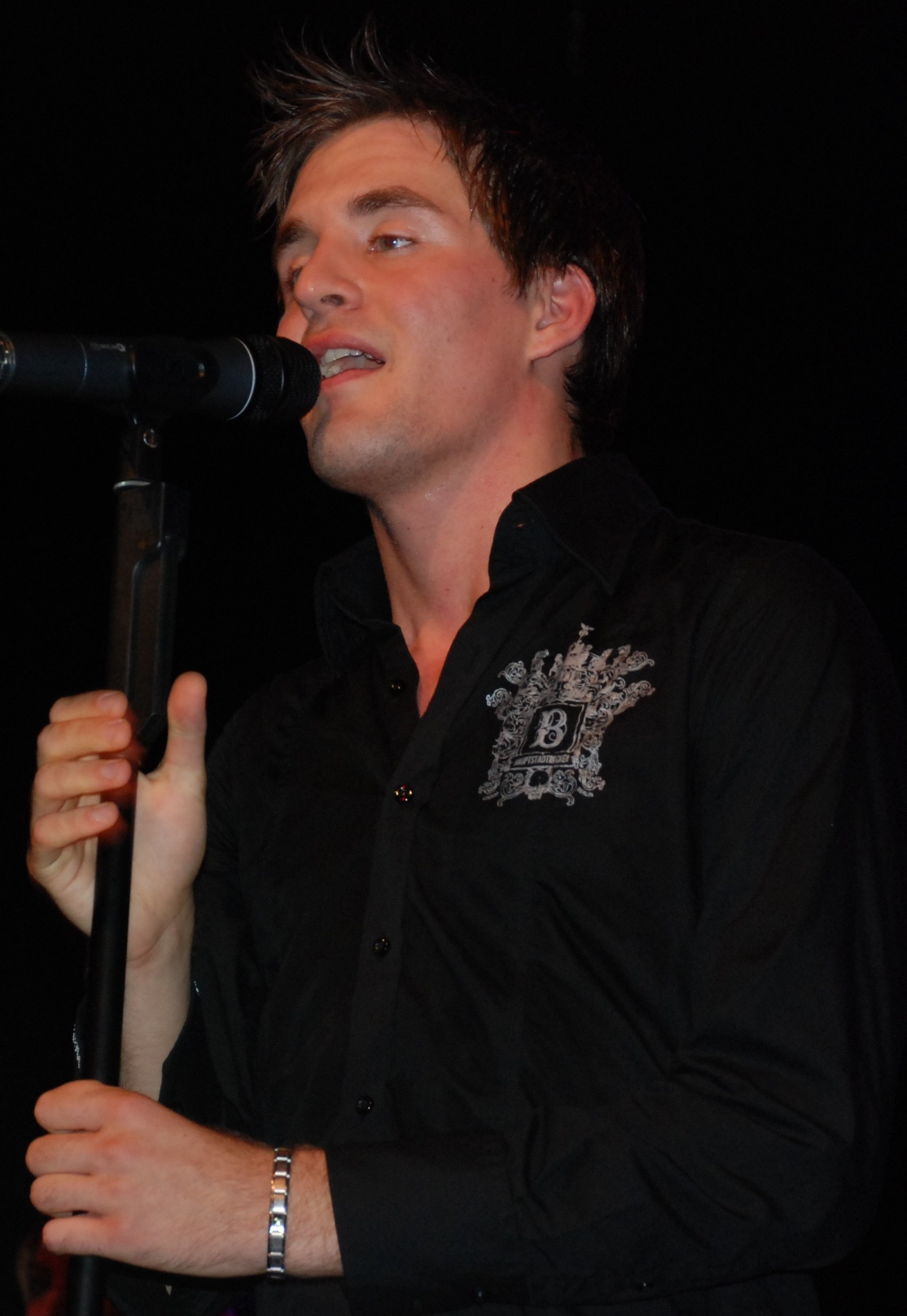
Alexander Klaws, Sieger der ersten Staffel

Moderiert wurde die erste Staffel von Michelle Hunziker und Carsten Spengemann. Die Jury bestand aus dem Produzenten, Komponisten und Sänger Dieter Bohlen, dem Radiomoderator Thomas Bug, der Musikjournalistin Shona Fraser und Thomas M. Stein, dem Geschäftsführer von BMG-Ariola.
Das Magazin wurde von Peer Kusmagk und Tamara Gräfin von Nayhauß moderiert.
Die Finalshow der ersten deutschen Staffel am 8. März 2003 erreichte (bei Spitzenwerten bis zu 15,01 Millionen) eine durchschnittliche Einschaltquote von 12,8 Millionen Zuschauern.
Auch die Vermarktung der Nachwuchs-Sänger nach dem Ende der Staffel war anfangs erfolgreich. Alle fünf Erstplatzierten der ersten Staffel erreichten 2003 in den deutschen Singlecharts Plätze in den Top 10, Alexander Klaws und Daniel Küblböck erreichten sogar Platz 1. Zudem erreiche Klaws' Siegeralbum Take Your Chance Platz 1 der deutschen Albumcharts. Die von allen Teilnehmern der ersten Staffel gesungene Single We Have a Dream war vom 13. Januar bis zum 17. Februar 2003 die meistverkaufte Single in Deutschland. Später brachte auch das Album United u. a. wegen der Produktion von Deutschland sucht den Superstar wieder Gewinne.
Nach den Castings folgten insgesamt neun Shows, die jeweils einem bestimmten Motto unterstanden. Nach jeder dieser Shows schied einer der Kandidaten aus.
In den ersten beiden Mottoshows (Mein Superstar und Love Songs) lag, wie RTL nach dem Ende der Staffel bekannt gab, Judith Lefeber mit deutlichem Vorsprung vor Daniel Küblböck. Der spätere Sieger Alexander Klaws begann als Viertplatzierter und fiel in der zweiten Show sogar auf den fünften Platz zurück. Lefeber entschied sich jedoch nach zwei Sendungen, nicht weiter am Wettbewerb teilzunehmen. Ihre Stelle nahm die bereits im Vorfeld ausgeschiedene Nicole Süßmilch ein. Die dritte Mottoshow (Hits 2002) entschied Küblböck für sich (vor Juliette Schoppmann). Und die vierte Mottoshow (Musical) entschied Gracia Baur für sich (vor Küblböck), während Schoppmann in dieser Kategorie, die sie vorher beruflich ausgeübt hatte, Vorletzte wurde. In der fünften und sechsten Mottoshow (Hits der 80er-Jahre und Big Band) lag Küblböck vor Klaws. In den letzten drei Shows (Disco, Filmmusik und Finale) führte Klaws vor Schoppmann. Mit 70,2 Prozent zu 29,8 Prozent der Stimmen entschied Klaws das Finale mit dem Titel Take Me Tonight für sich.

### Staffel 2 (2003–2004)
| 1. Elli Erl 2. Denise Tillmanns 3. Philippe Bühler 4. Benjamin Martell 5. Gunther Göbbel 6. Anke Wagner 7. Aida Ilijasevic 8. Judith Burmeister 9. Kemi Awosogba 10. Lorenzo Woodard 11. Steffen Frommberger 12. Ricky Ord und Jessica Houston |

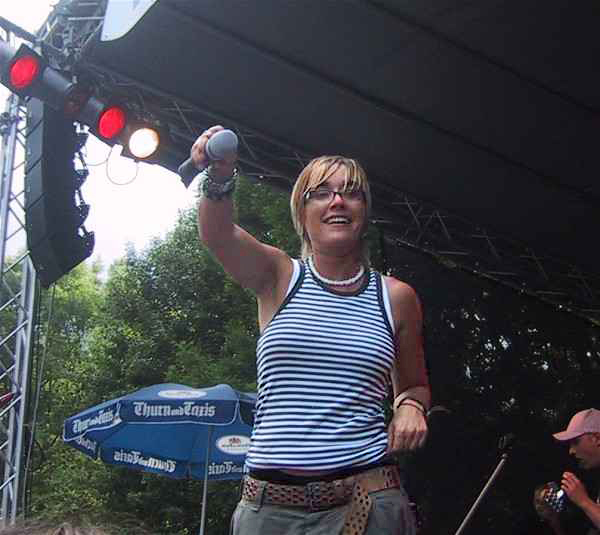
Elli Erl, Siegerin der zweiten Staffel

Die zweite Staffel von Deutschland sucht den Superstar startete im Herbst 2003. Sowohl das Moderatorenpaar, als auch die Jury blieben unverändert. Die Show konnte an den Erfolg der ersten Staffel jedoch nicht anknüpfen. Dies spiegelte sich sowohl in den Einschaltquoten, als auch in der Zahl der Telefonanrufe wider. Ebenso gab es eine große Differenz beim Verkauf der gemeinsam aufgenommenen Platten der Finalkandidaten. Auch der kommerzielle Erfolg der Siegerin war deutlich geringer als bei der ersten Staffel.
Nur durchschnittlich 5,33 Millionen Zuschauer sahen das Finale am 13. März 2004. Die erfolgreichste Sendung der zweiten Staffel war das erste Casting mit 6,65 Millionen Zuschauern.
In dieser Staffel nahm auch der spätere Popstars-Gewinner Sascha Salvati teil. Dieser kam unter die Top 50, schied dann aber aus.
Keine Plattenveröffentlichung, die mit der zweiten Staffel von DSDS in Verbindung stand, konnte die Nummer eins der deutschen Verkaufscharts erreichen: Die gemeinsame Single Believe in Miracles erreichte Platz acht, das gemeinsame Album Magic of Music erreichte Platz zwei, hatte aber mit neun Wochen eine ungewöhnlich kurze Verweildauer in den Top 100. Lediglich die Siegerin, Elli Erl, veröffentlichte in unmittelbarem Zusammenhang mit der Ausstrahlung der zweiten Staffel drei Singles und das Album Shout It Out, welche mit Ausnahme des Siegertitels This Is My Life (Platz drei), nicht in die Top 30 kamen. Der Drittplatzierte Philippe Bühler startete seine Karriere Ende 2005 erst mit deutlichem zeitlichen Abstand. Gunther Göbbel veröffentlichte als Mitglied des Duos Lemon Ice das Lied Stand by Me.
Da im Gegensatz zur ersten Staffel 13 Teilnehmer an der ersten Mottoshow teilnahmen, gab es zwei Shows mehr (und in der ersten Show schieden ausnahmsweise zwei Teilnehmer aus).
Die elf Shows standen jeweils wieder unter einem musikalischen Thema. Den nach Ende der Staffel von RTL veröffentlichten Zahlen zufolge, führte nach der ersten Mottoshow (Mein Pop-Idol) Philippe Bühler vor Anke Wagner und Denise Tillmanns. Die spätere Siegerin Elli Erl wurde Vierte und konnte erst in der zehnten Mottoshow die Mehrheit der Telefonanrufe auf sich vereinigen. Die zweite Mottoshow (Rock- und Popballaden) entschied wiederum Philippe Bühler vor Denise Tillmanns für sich. Beide Teilnehmer tauschten die Plätze in der dritten Mottoshow (Mein Geburtsjahr), und in der Christmas Show lag Bühler wieder vor Tillmanns. In der fünften Mottoshow (Elton John und Madonna) war wieder Tillmanns vorne (vor Benjamin Martell). Ihre Führung behielt sie in der sechsten Mottoshow (Big Band), dann wieder mit Bühler als Zweitem. In der siebten und achten Mottoshow (Hits der 1970er-Jahre und Filmmusik) lag wieder Bühler vor Tillmanns. Beide tauschten in der neunten Mottoshow (Songs der Jury) erneut die Plätze, wohingegen in der zehnten Mottoshow (Hits der 60er) erstmals Elli Erl vorne lag. Sie gewann das Finale mit 61 Prozent zu 39 Prozent der Stimmen gegen Denise Tillmanns.

### Staffel 3 (2005–2006)
| 1. Tobias Regner 2. Mike Leon Grosch 3. Vanessa Jean Dedmon 4. Nevio Passaro 5. Didi Knoblauch 6. Anna-Maria Zimmermann 7. Daniel Munoz 8. Lena Hanenberg 9. Dascha Semcov 10. Carolina Escolano 11. Stephan Darnstaedt |

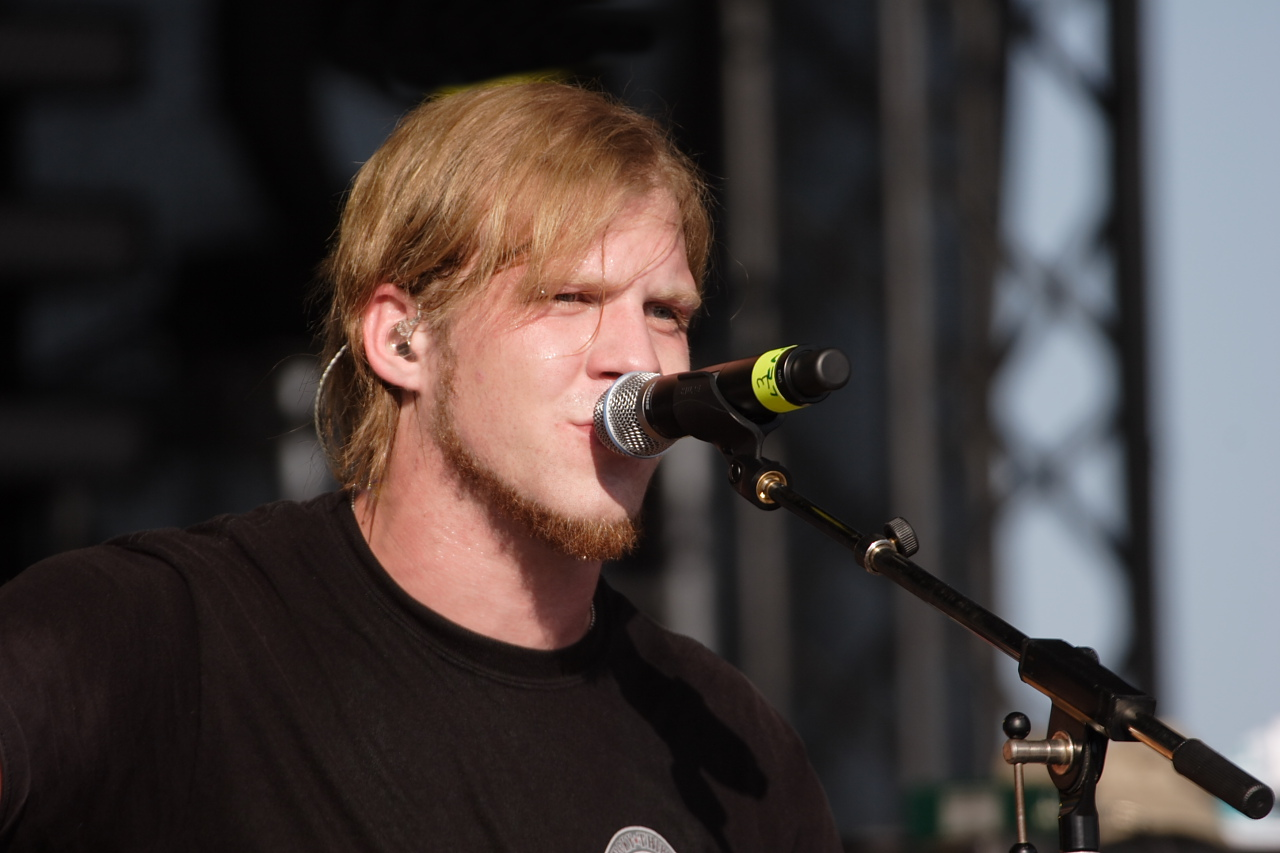
Tobias Regner, Sieger der dritten Staffel

Am 16. November 2005 begann die Ausstrahlung der dritten Staffel. Die bisherigen Moderatoren wurden von Tooske Ragas und Marco Schreyl abgelöst. Das Magazin zur Sendung wurde von Nina Moghaddam und David Wilms moderiert. Die Jury wurde auf drei Personen verkleinert, und überwiegend neu besetzt; neben Dieter Bohlen bewerteten Sylvia Kollek und Heinz Henn die Kandidaten.
In der ersten Top-20-Show nahm der spätere Popstars-Gewinner Julian Kasprzik teil und schied aus.
Die Themen der Mottoshows waren in chronologischer Reihenfolge Greatest Hits, 80er Jahre, Rock, Big Band, Love Songs, Nummer-eins-Hits, Soul und Kuschelrock. Nachdem die Einschaltquoten in der zweiten Staffel nicht zufriedenstellend waren, kehrte RTL mit der dritten Staffel wieder zum in Staffel 1 erprobten Aufbau der Sendung mit nur neun statt elf Mottoshows zurück.
In der ersten Mottoshow lag Vanessa Jean Dedmon mit 35,1 Prozent weit vor Nevio Passaro mit 13,3 Prozent. Schon in der zweiten Mottoshow lag der spätere Gewinner Tobias Regner mit 28,3 Prozent vor Vanessa Jean Dedmon.
Der nachgerückte Didi Knoblauch konnte die dritte Mottoshow mit 20 Prozent vor Mike Leon Grosch (mit 19,7 Prozent) für sich entscheiden. Die Big Band-Show ging auf das Konto von Mike Leon Grosch, Zweite wurde Vanessa Jean Dedmon, knapp vor Anna-Maria Zimmermann und Tobias Regner. Die fünfte Show entschied wiederum Mike Leon Grosch vor Vanessa Jean Dedmon für sich, während Tobias Regner, als Fünfter von sechs, knapp am Ausscheiden vorbeigekommen war. Im Halbfinale entfielen 59 Prozent der Stimmen auf Tobias Regner.
Der Kandidat Stephan Darnstaedt gab vor der dritten Mottoshow seinen freiwilligen Ausstieg bekannt. Als Grund nannte er die zu hohe psychische Belastung. Nachrücker für Darnstaedt wurde der zuvor in den Top-20-Shows knapp gescheiterte Didi Knoblauch. Das Finale am 18. März 2006 bestritten Mike Leon Grosch und Tobias Regner, der sich mit 54,6 Prozent der Stimmen knapp durchsetzen konnte.
Die Einschaltquote der Finalshow lag bei 7,04 Millionen Zuschauern. Im Vergleich zur zweiten Staffel war die dritte Staffel wieder erfolgreicher, erreichte jedoch nicht die Spitzenwerte der ersten Staffel.
Das Ausscheiden des Kandidaten Didi Knoblauch in der Sendung vom 19. Februar 2006 wurde bereits vor der Entscheidung im Videotext bei RTL bekanntgegeben, und das Siegerlied von Tobias Regner, I Still Burn, war nicht, wie von RTL behauptet, eigens für ihn geschrieben, sondern eingekauft worden.

### Staffel 4 (2007)
| 1. Mark Medlock 2. Martin Stosch 3. Lisa Bund 4. Max Buskohl 5. Lauren Talbot 6. Thomas Enns 7. Francisca Urio 8. Julia Falke 9. Jonathan Enns 10. Laura Martin |

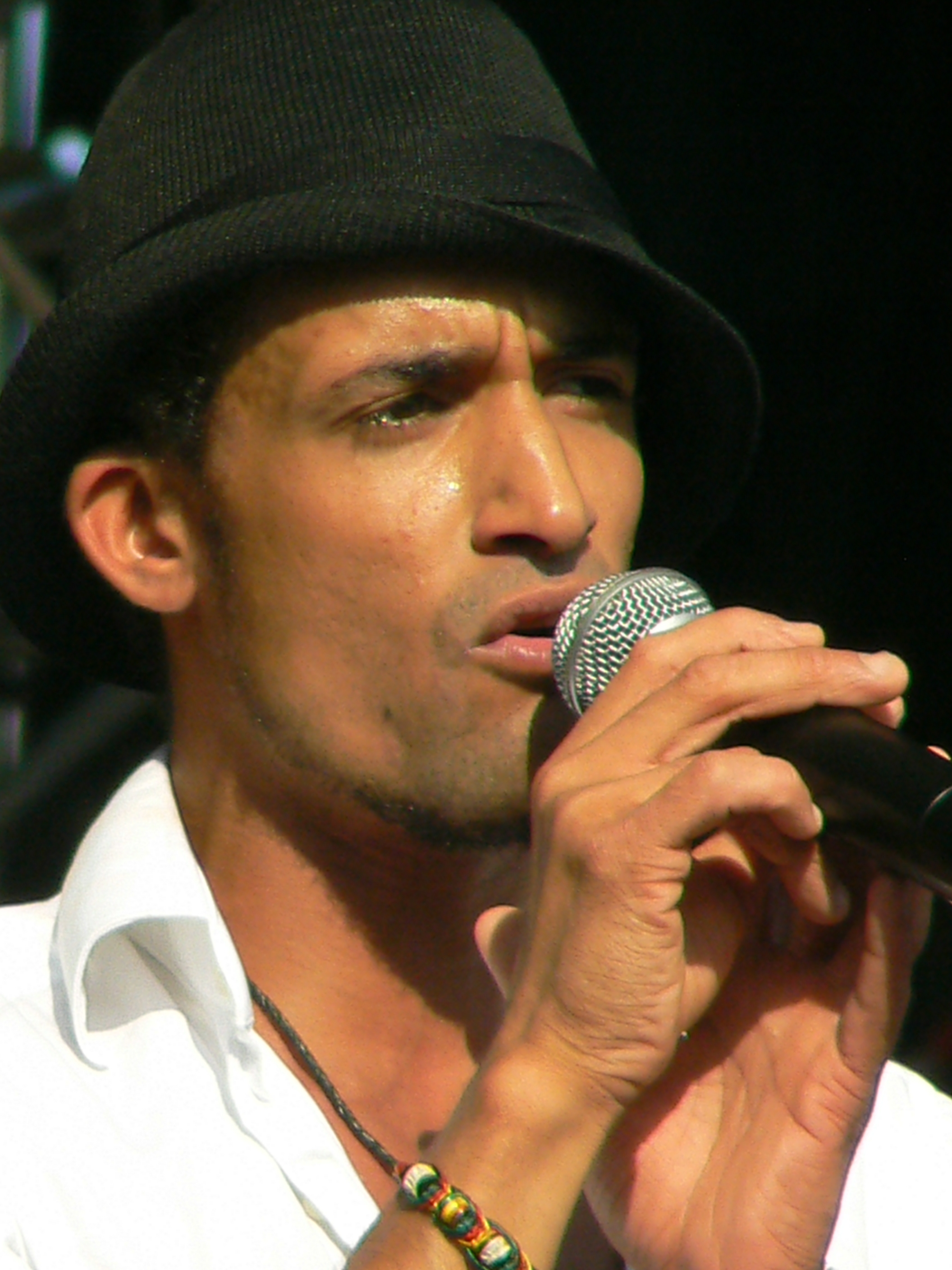
Mark Medlock, Sieger der vierten Staffel

Aufgrund der hohen Einschaltquoten der dritten Staffel wurde eine vierte Staffel produziert, bei der die Moderatoren die gleichen blieben. In dieser Staffel moderierte wieder Nina Moghaddam das Magazin zur Sendung. Die Jury war mit Dieter Bohlen und Heinz Henn besetzt; Sylvia Kollek wurde durch Anja Lukaseder ersetzt.
Die Castings der vierten Staffel fanden im August, September und Oktober 2006 in den deutschen Städten Hamburg, München, Berlin, Köln, Wiesbaden, Stuttgart und Dresden, sowie auf der spanischen Insel Mallorca statt. Insgesamt bewarben sich 28.597 Kandidaten.
Die Top-20-Shows der männlichen Kandidaten entschied jeweils Mark Medlock mit zuerst 41,25 Prozent und dann mit 33,23 Prozent für sich. Im Finale gewann er mit dem Titel Now or Never, der in Deutschland, Österreich und in der Schweiz Platz 1 der Singlecharts erreichte. Sein Siegeralbum Mr. Lonely kam in Deutschland ebenfalls auf Platz 1, in Österreich und in der Schweiz kam es Platz 2.
Zweitplatzierte der 4. Staffel waren jeweils Thomas Enns (12,89 Prozent) und Martin Stosch (20,40 Prozent). Die Top-20-Shows der weiblichen Kandidaten hatten jeweils Lisa Bund zur Siegerin (38,52 Prozent und 31,33 Prozent). Zweitplatzierte war beide Male Francisca Urio (19,46 Prozent und 30,05 Prozent). Der als Favorit gehandelte Dennis Haberlach schied als Drittletzter mit 8,59 Prozent nur knapp gegen den späteren Favoriten Max Buskohl (9,24 Prozent) aus. Der für Roman Lob nachgerückte Tristan Iser hatte 0,92 Prozent der Anrufer.

### Staffel 5 (2008)
| 1. Thomas Godoj 2. Fady Maalouf 3. Linda Teodosiu 4. Monika Ivkic 5. Rania Zeriri 6. Benjamin Herd 7. Collins Owusu 8. Stella Salato 9. Sahra Drone 10. Jermaine Alford |

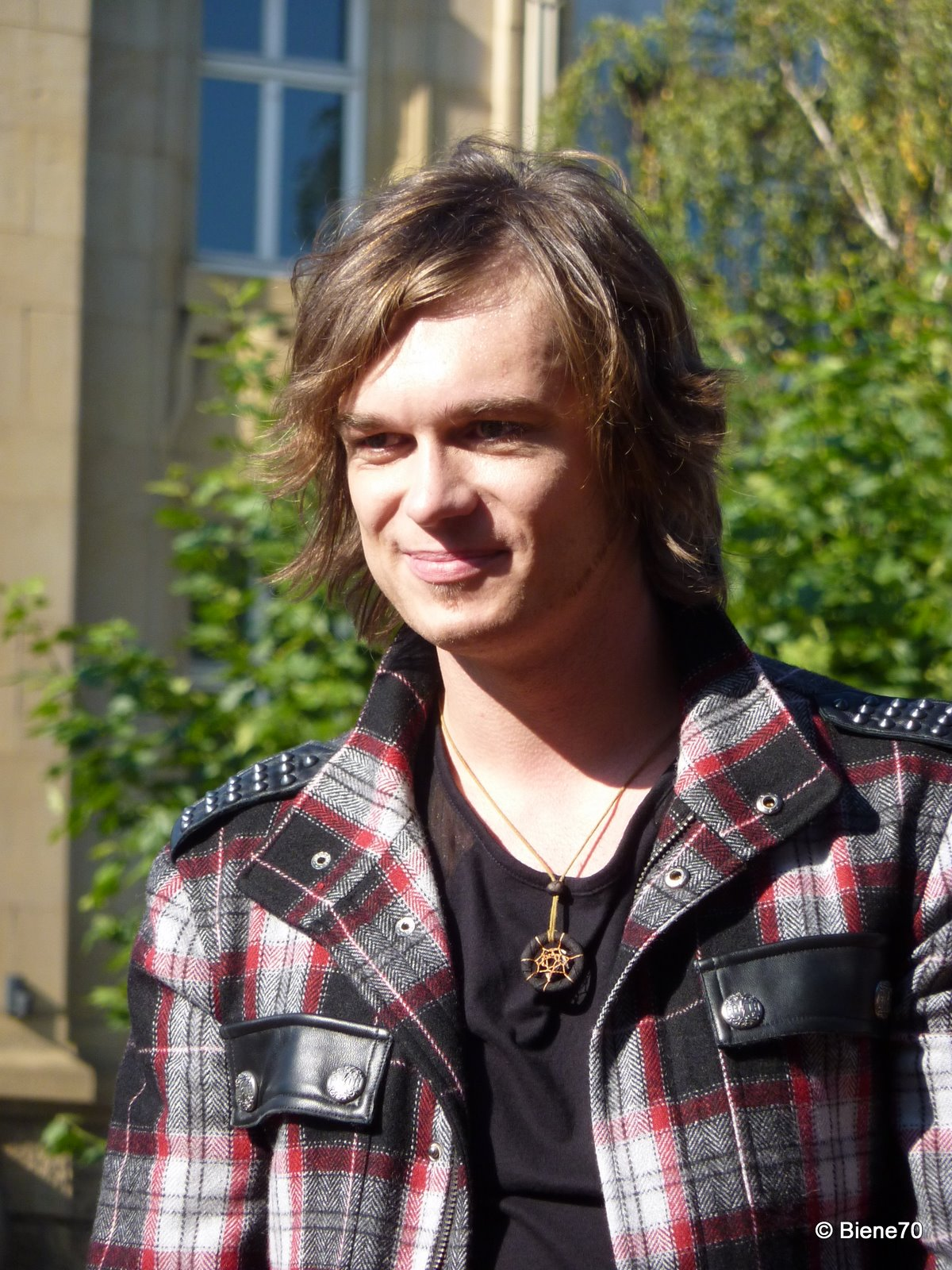
Thomas Godoj, Sieger der fünften Staffel

Aufgrund des Erfolges der vierten Staffel von Deutschland sucht den Superstar wurde bereits vor dem Finale der Staffel bekanntgegeben, dass 2008 eine fünfte Staffel produziert werden sollte. Dieter Bohlen und Anja Lukaseder blieben Jury-Mitglieder, während Heinz Henn durch den Manager der Fantastischen Vier, Andreas „Bär“ Läsker, ersetzt wurde. Moderatorin Tooske Ragas war ebenfalls nicht mehr dabei, sodass Marco Schreyl die Sendung alleine moderierte. Die Moderation des Magazins zur Sendung übernahm wieder Nina Moghaddam.
Die Top-20-Shows wurden durch eine einzige Live-Show Jetzt oder Nie ersetzt. Aus den 15 Kandidaten, die nach der Runde verblieben waren, wählten Zuschauer und Jury je fünf Teilnehmer aus, die in die Mottoshows einzogen.
Neben sechs deutschen Städten, darunter Berlin als einzige Stadt in Ostdeutschland, fanden die Castings von August bis November 2007 auch auf Mallorca, sowie zum ersten Mal auf Ibiza statt.
Roman Lob, der in der vierten Staffel aufgrund einer Kehlkopfentzündung ausscheiden musste, aber von Bohlen eine weitere Chance auf den Superstar-Titel in Staffel 5 erhielt, verzichtete auf dieses Freilos, da er seine begonnene Ausbildung nicht gefährden wollte.
Die fünfte Staffel gewann Thomas Godoj mit dem Siegertitel Love Is You. Er erhielt 62,20 Prozent der Stimmen und hatte damit, wie Mark Medlock, von der ersten Top-15-Show bis zum Finale die höchsten Anruferzahlen.

### Staffel 6 (2009)
| 1. Daniel Schuhmacher 2. Sarah Kreuz 3. Annemarie Eilfeld 4. Dominik Büchele 5. Benny Kieckhäben 6. Vanessa Neigert 7. Holger Göpfert 8. Marc Jentzen 9. Cornelia Patzlsperger 10. Michelle Bowers 11. Vanessa Civiello |

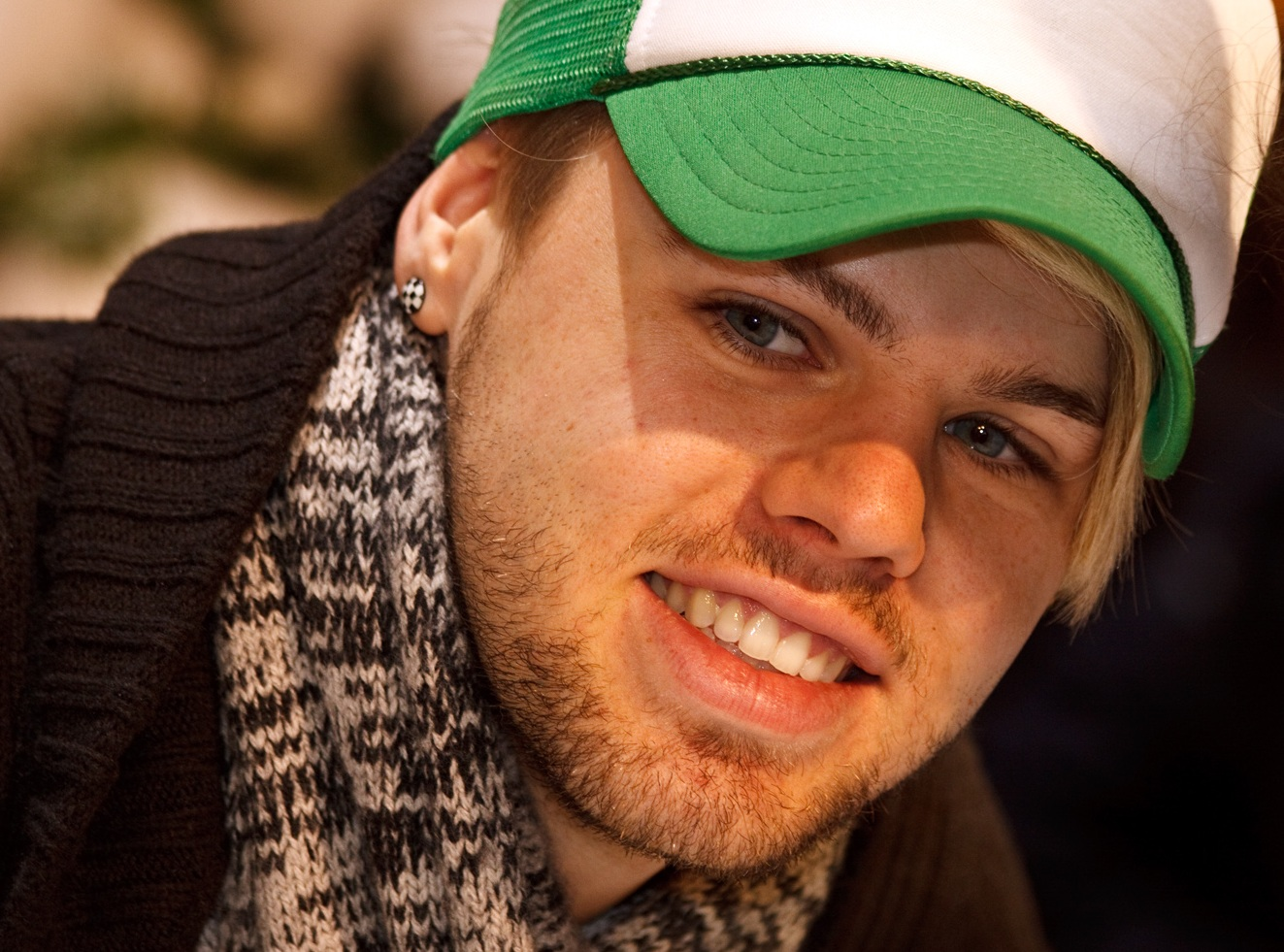
Daniel Schuhmacher, Sieger der sechsten Staffel

In einem Interview mit der Westfälischen Rundschau (WR) bestätigte der RTL-Unterhaltungschef Tom Sänger im Mai 2008, dass es eine sechste Staffel geben werde. Dies hatte Moderator Marco Schreyl bereits in der finalen Mottoshow der fünften Staffel einige Tage zuvor angekündigt. Als Grund gab Sänger an, dass der Marktanteil mit über 30 Prozent in der werberelevanten Gruppe zu einer Fortsetzung verpflichte. Er sagte weiter, dass es einige Veränderungen in der neuen Staffel geben werde, vor allem der dokumentarische Aspekt solle gestärkt werden. Grundsätzlich bleibe jedoch alles beim Alten.
Die Kandidaten der Sendung wurden erstmals mit einem sogenannten „Casting-Truck“ ermittelt. Die Vorcastings fanden in Oldenburg, Stuttgart, Saarbrücken, Frankfurt am Main, Erfurt, Dresden, Hamburg, Rostock, Hannover, Münster und München statt. Hierbei war die Jury wie üblich nicht anwesend. Die Bewerbungen für das Casting dauerten bis zum 15. August 2008 an.
Am 3. Oktober 2008 gab RTL bekannt, dass man sich von den bisherigen Jurymitgliedern Anja Lukaseder und Andreas „Bär“ Läsker getrennt habe. Sie wurden in der Saison 2009 durch Musikmanager Volker Neumüller sowie die MTV-Moderatorin Nina Eichinger ersetzt. Der ursprünglich vorgesehene Max von Thun trat aufgrund ernster Differenzen mit Chef-Juror Dieter Bohlen nach dem ersten Casting freiwillig zurück.
Die sechste Staffel startete bei RTL am 21. Januar 2009 und wurde wieder von Marco Schreyl moderiert. Nina Moghaddam übernahm erneut die Moderation des Magazins zur Sendung.
120 Teilnehmer schafften es in die neue Runde, die sich über vier Ausstrahlungstermine erstreckte. In der neuen Runde im spanischen Teneriffa mussten die Teilnehmer erstmals Mutproben durchstehen. So wurde den Kandidatinnen beispielsweise eine Riesenschlange um den Hals gelegt. Die männlichen Kandidaten hatten von einer hohen Plattform kopfüber an einem Seil herabhängend ein Lied zu singen. Zurück in Deutschland mussten alle Teilnehmer im Tonstudio den späteren Siegertitel Anything but Love singen. Die Jury gab anschließend bekannt, dass sie die späteren Finalisten Daniel Schuhmacher und Sarah Kreuz für die besten Sänger hielten. Nach den vier Terminen reisten fünfundzwanzig DSDS-Kandidaten nach Berlin und traten dort im Theater am Potsdamer Platz erneut einzeln vor der Jury auf.
Am 28. Februar fand die Jetzt oder nie-Show statt, die über den Einzug der fünfzehn besten Kandidaten in die Mottoshows bestimmte. Hierbei wurde – wie bereits in der fünften Staffel – eine Telefonabstimmung durchgeführt. Die fünf Kandidaten mit den meisten Anrufen zogen direkt in die Mottoshows ein. Aus den zehn Restlichen wählte die Jury fünf weitere aus.
RTL warb damit, dass sich unter den Teilnehmern der Endrunde besonders viele außergewöhnliche Kandidaten befänden: So trat Cornelia Patzlsperger stets mit einer Harfe auf, Vanessa Neigert sang fast ausschließlich deutsche Schlager, und Holger Göpfert, der vor der Teilnahme als Alleinunterhalter tätig gewesen war, begleitete sich häufig auf dem Klavier. Marc Jentzen hatte bereits einige Jahre zuvor, als Teil der Boyband Part Six Erfahrungen im Musikgeschäft gesammelt. Im Finale am 9. Mai gewann Daniel Schuhmacher gegen Sarah Kreuz mit 50,47 Prozent der Anrufe.

### Staffel 7 (2010)
| 1. Mehrzad Marashi 2. Menowin Fröhlich 3. Manuel Hoffmann 4. Kim Debkowski 5. Thomas Karaoglan 6. Helmut Orosz 7. Ines Redjeb 8. Nelson Sangaré 9. Marcel Pluschke 10. Steffi Landerer |

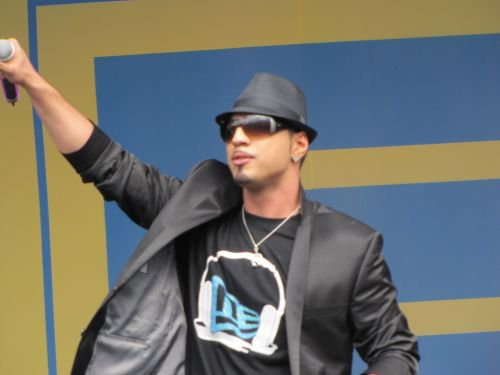
Mehrzad Marashi, Sieger der siebten Staffel

Die siebte Staffel startete am 6. Januar 2010 mit der wieder aus Dieter Bohlen, Nina Eichinger und Volker Neumüller bestehenden Jury. Aus 34.420 Castingteilnehmern wurden 120 für die zweite Runde ausgewählt. 35 von ihnen erreichten die dritte Runde in der Karibik (Dominikanische Republik), 25 von diesen die vierte Runde, aus denen die 15 Kandidaten für die Jetzt oder nie-Show am 13. Februar ausgewählt wurden. In dieser sollten sieben Mottoshow-Kandidaten durch die Telefonabstimmung und drei durch die Jury nominiert werden. Die Jury entschied jedoch, die Zuschauerabstimmung auch auf ihre drei Nominierungen anzuwenden. Diese waren Marcel Pluschke, Steffi Landerer und Ines Redjeb. So gelangten die zehn Bewerber mit den meisten Anrufen in die Mottoshows. Mit nur drei weiblichen Kandidaten waren es die wenigsten Endrundenteilnehmerinnen aller bisheriger DSDS-Staffeln.
Das Finale wurde zwischen Mehrzad Marashi und Menowin Fröhlich entschieden. Letzterer war den Zuschauern bereits aus der dritten DSDS-Staffel bekannt. Damals schied er aufgrund einer Freiheitsstrafe vorzeitig aus, nach deren Verbüßung er in der siebten Staffel erneut an der Castingshow teilnahm. Gewinner der siebten Staffel wurde Mehrzad Marashi, mit 56,04 % aller Anrufer, obwohl Menowin Fröhlich jede vorherige Mottoshow gewann. Marashis Siegertitel Don’t Believe platzierte sich in Deutschland, Österreich und in der Schweiz auf Platz 1 der Singlecharts.
In der Zielgruppe erreichte die Staffel im Durchschnitt 4,24 Mio. Zuschauer, was 32,71 % Marktanteil entspricht. Insgesamt erreichte sie durchschnittlich 6,51 Mio. Zuschauer (Marktanteil 19,86 %). Die Zuschauerzahlen bei den Castings lagen vor denen der Mottoshows. Das Finale erreichte die insgesamt höchste Zuschauerzahl aller Folgen; damit war es die erfolgreichste Folge seit dem Finale der ersten Staffel und erreichte fast zwei Millionen Zuschauer mehr als das Finale der vorherigen Staffel.

### Staffel 8 (2011)
| 1. Pietro Lombardi 2. Sarah Engels 3. Ardian Bujupi 4. Marco Angelini 5. Sebastian Wurth 6. Zazou Mall 7. Norman Langen 8. Anna-Carina Woitschack 9. Nina Richel 10. Marvin Cybulski |

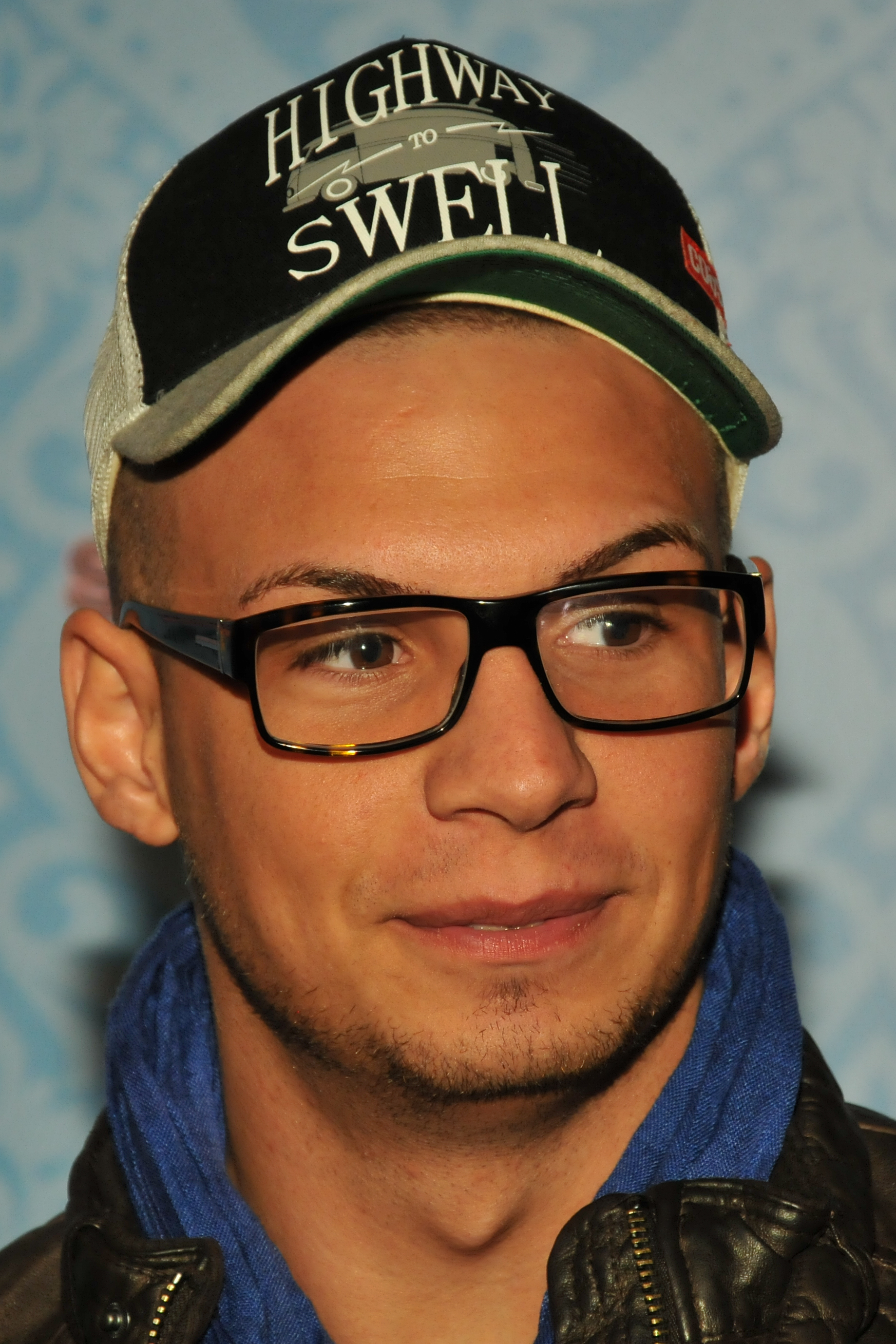
Pietro Lombardi, Sieger der achten Staffel

Die Ausstrahlung der achten Staffel von DSDS begann am 8. Januar 2011. Die Jury bestand aus Dieter Bohlen, Fernanda Brandão und Patrick Nuo. Die Castings sowie die Nachfolgerunde der besten 35 Kandidaten auf den Malediven fanden im Sommer und Herbst 2010 statt und wurden im Januar und Februar 2011 ausgestrahlt. Die besten 15 Kandidaten traten am 19. Februar 2011 in der ersten Liveshow auf. Wie im Vorjahr wurden sieben Mottoshow-Kandidaten per Telefonabstimmung und drei durch die Jury ausgewählt. Die Jury entschied sich wiederum für die Plätze acht bis zehn der Zuschauerabstimmung, so dass die zehn Bewerber mit den meisten Zuschauerstimmen in die Mottoshows kamen. Für die achte Staffel wurde das seit der fünften Staffel in Benutzung befindliche Studio-Design der Motto-Shows grundlegend geändert. Statt der vielen verschiedenen LED-Lichtelemente die sich im Hintergrund der Bühne befanden, wurde diese komplett durch eine durchgängige Fläche von Video-Wänden ersetzt. Zusätzlich gibt es seitdem neben der bereits vorher vorhandenen großen Video-Wand, die zentral als Eingang für die Künstler eingesetzt und mittig teilbar ist, zwei weitere ebenso große Video-Wände beidseitig davon eingesetzt.
Im Zuge des Umbaus des Bühnenrückraums, wurde erstmals auf die Live-Band unter Leitung von Lillo Scrimali verzichtet.
Am 10. März entschied RTL, dass Nina Richel wegen gesundheitlicher Probleme die Show verlassen muss. Als Ersatz kehrte die bereits in der ersten Show ausgeschiedene Sarah Engels zurück.
Seit der Sendung am 12. März 2011 wird das Jugendarbeitsschutzgesetz von der Bezirksregierung Köln im Bezug auf die Sendung durchgesetzt. Schulpflichtige Kandidaten wie Sebastian Wurth aus der achten Staffel dürfen danach nur bis 22 Uhr auftreten.
In der fünften Mottoshow am 2. April 2011 wurde eine Grafik mit vertauschten Telefonnummern der Kandidaten Zazou Mall und Marco Angelini eingeblendet. Deshalb wurde ein Teil der Zuschaueranrufe anderen Kandidaten zugerechnet als beabsichtigt. RTL entschied daraufhin, alle sechs Kandidaten in der nächsten Show nochmals antreten zu lassen; alle Anrufe, die bis zur Einblendung der falschen Grafik eingingen, wurden für die nächste Sendung gewertet, die folgenden nicht. RTL kündigte an, die Kosten der ungültigen Anrufe durch die Telefonanbieter nicht in Rechnung stellen zu lassen oder, falls dies nicht möglich sei, zu erstatten. Wegen dieses Vorfalls bestand die Staffel aus einer Sendung mehr als ursprünglich geplant.
Im Finale am 7. Mai gewann Pietro Lombardi mit dem Titel Call My Name, der in Deutschland und Österreich Platz 1 der Singlecharts erreichte, gegen Sarah Engels mit 51,9 Prozent der Anrufe.

### Staffel 9 (2012)
| 1. Luca Hänni 2. Daniele Negroni 3. Jesse Ritch 4. Fabienne Rothe 5. Joey Heindle 6. Kristof Hering 7. Hamed Anousheh 8. Vanessa Krasniqi 9. Silvia Amaru 10. Thomas Pegram |

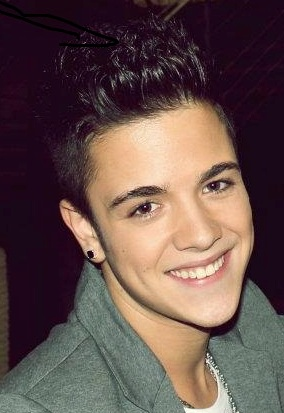
Luca Hänni, Sieger der neunten Staffel

Die Ausstrahlung der neunten Staffel begann am 7. Januar 2012. Neue Juroren neben Dieter Bohlen waren Natalie Horler und Bruce Darnell. Die in früheren Staffeln für Kandidaten gültige Altersobergrenze von 30 Jahren wurde aufgehoben. Erstmals erhielt der Gewinner neben einem Plattenvertrag auch eine Siegprämie von 500.000 Euro. 35.401 Kandidaten sangen in den Castings vor, die in 35 Städten in Deutschland, Österreich und der Schweiz stattfanden. Die Nachfolgerunde mit den besten 36 Kandidaten fand erneut auf den Malediven statt.
Zu den Liveshows wurde ein zuvor bereits ausgeschiedener Kandidat zugelassen, so dass an der ersten Liveshow 16 statt wie geplant 15 Kandidaten teilnahmen. In der Top-16-Show wählte ausschließlich das Publikum die Top-10-Kandidaten, die Jury hatte kein Stimmrecht.
In der Top-16-Show vertauschte Marco Schreyl einmalig die Endziffern der Kandidaten Silvia Amaru, die weiterkam, und Christian Schöne, der ausschied. Auf Protest von Schöne führte RTL drei Tage nach der Show eine 24-stündige Online-Abstimmung über einen Wiedereinstieg von Schöne durch. Die Mehrheit der Abstimmenden (52,44 %) entschied sich dagegen.
In die Top Ten kamen nur drei Kandidatinnen, womit die bislang niedrigste Anzahl weiblicher Endrundenteilnehmer aus der siebten Staffel eingestellt wurde. Zum ersten Mal schaffte es lediglich eine weibliche Kandidatin unter die letzten sieben. Wie in der siebten Staffel belegten drei männliche Kandidaten die ersten drei Plätze.
Von den vier Kandidaten der siebten Mottoshow waren drei erst 16 oder 17 Jahre alt. Daher wurden ab dieser Liveshow die Entscheidungen nicht erst etwa eine Stunde später, sondern direkt nach der Mottoshow bekanntgegeben, um die Sendung wegen des Jugendarbeitsschutzgesetzes bis 23:00 Uhr beenden zu können.
Am Mittwoch vor der Finalsendung mit den Kandidaten Luca Hänni und Daniele Negroni kam es bei der von RTL beauftragten Firma Print your Ticket zu einer technischen Panne: Für rund eine Stunde wurde versehentlich eine Testseite online gestellt, die den Ticketverkauf für eine Tour von Daniele Negroni unter der Überschrift „Der neue DSDS Superstar 2012“ ankündigte.
Im Finale am 28. April 2012 konnte sich Luca Hänni gegen Daniele Negroni mit 52,85 Prozent der Zuschauerstimmen durchsetzen. Der Siegertitel Don’t Think About Me war sowohl in der Version des Siegers Hänni als auch des Zweitplatzierten Negroni in den Top 5 der Singlecharts.

### Staffel 10 (2013)
| 1. Beatrice Egli 2. Lisa Wohlgemuth 3. Ricardo Bielecki 4. Susan Albers 5. Erwin Kintop 6. Tim David Weller 7. Simone Mangiapane 8. Timo Tiggeler 9. Maurice Glover 10. Nora Ferjani |

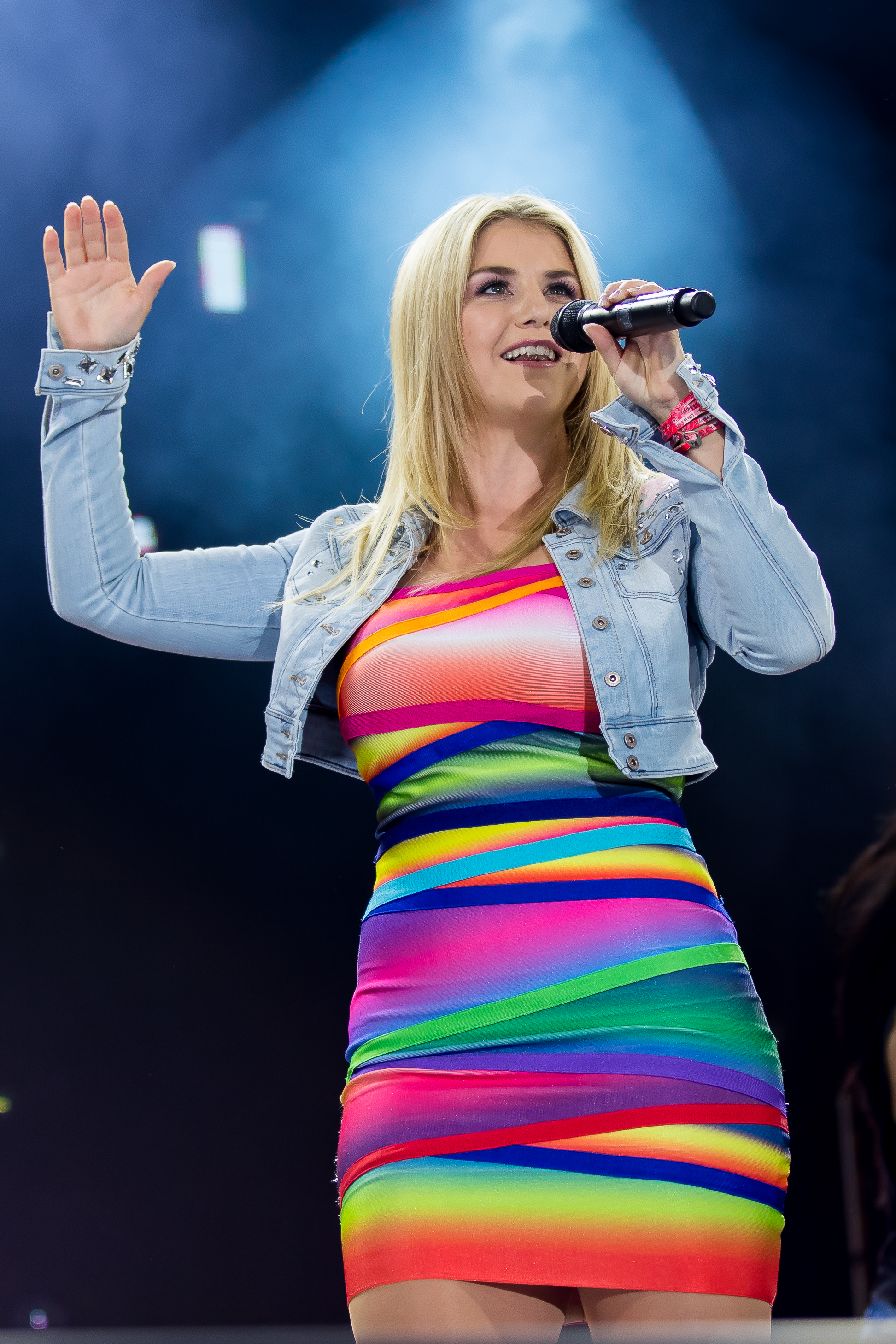
Beatrice Egli, Siegerin der zehnten Staffel

Am 30. April 2012 gab RTL bekannt, dass DSDS trotz der in der 9. Staffel gesunkenen Einschaltquoten im Jahr 2013 fortgesetzt wird. Gleichzeitig kündigte der Sender personelle Veränderungen an: die Jurymitglieder Natalie Horler und Bruce Darnell wurden durch die Tokio-Hotel-Mitglieder Bill und Tom Kaulitz, sowie den Sänger der Band Culcha Candela, Mateo „Itchyban“ Jaschik, ersetzt. Moderiert wurden die Sendungen von Schauspieler Raúl Richter und Nazan Eckes. Der bisherige Moderator Marco Schreyl trat nicht mehr in Erscheinung. Start der zehnten Staffel war am 5. Januar 2013.
Am Re-Recall auf Curaçao nahm auch der Popsänger Wincent Weiss teil, der nach seinem dortigen Ausscheiden zwei Jahre später abseits der Castingshow seinen musikalischen Durchbruch erlebte.
Am 6. März 2013 verpflichtete RTL Olivia Jones als Begleiterin für die Kandidaten.
In der dritten Mottoshow am 30. März 2013 bewertete erstmals ein Originalinterpret seinen eigenen von einem Kandidaten gesungenen Song: Andrea Berg verfolgte während eines ihrer Konzerte mit ihrem Publikum den Auftritt von Beatrice Egli, die ihren Hit Du hast mich tausendmal belogen sang, und wurde von Dieter Bohlen per Telefon zugeschaltet. In der siebten Mottoshow am 27. April saß sie als Gastjurorin in der Jury.
Drei weibliche Kandidaten unter den letzten vier stellten ein Novum in der DSDS-Geschichte dar. Erst zum zweiten Mal fand ein Frauenfinale statt. Am 11. Mai 2013 gewann Beatrice Egli gegen Lisa Wohlgemuth mit 70,25 Prozent der Anrufe. Damit siegte zum zweiten Mal hintereinander ein Kandidat aus der Schweiz. Mit dem Siegertitel Mein Herz gelang ihr im gesamten D-A-CH-Sprachraum ein Nummer-eins-Hit. Auch das Siegeralbum Glücksgefühle kam in der Schweiz auf Platz 1, in Deutschland und Österreich auf Platz 2.

### Staffel 11 (2014)
| 1. Aneta Sablik 2. Meltem Acikgöz 3. Daniel Ceylan 4. Richard Schlögl 5. Christopher Schnell 6. Yasemin Kocak 7. Elif Batman 8. Enrico von Krawczynski 9. Vanessa Valera Rojas 10. Alessandro Di Lella 11. Sophia Akkara Melody Haase |

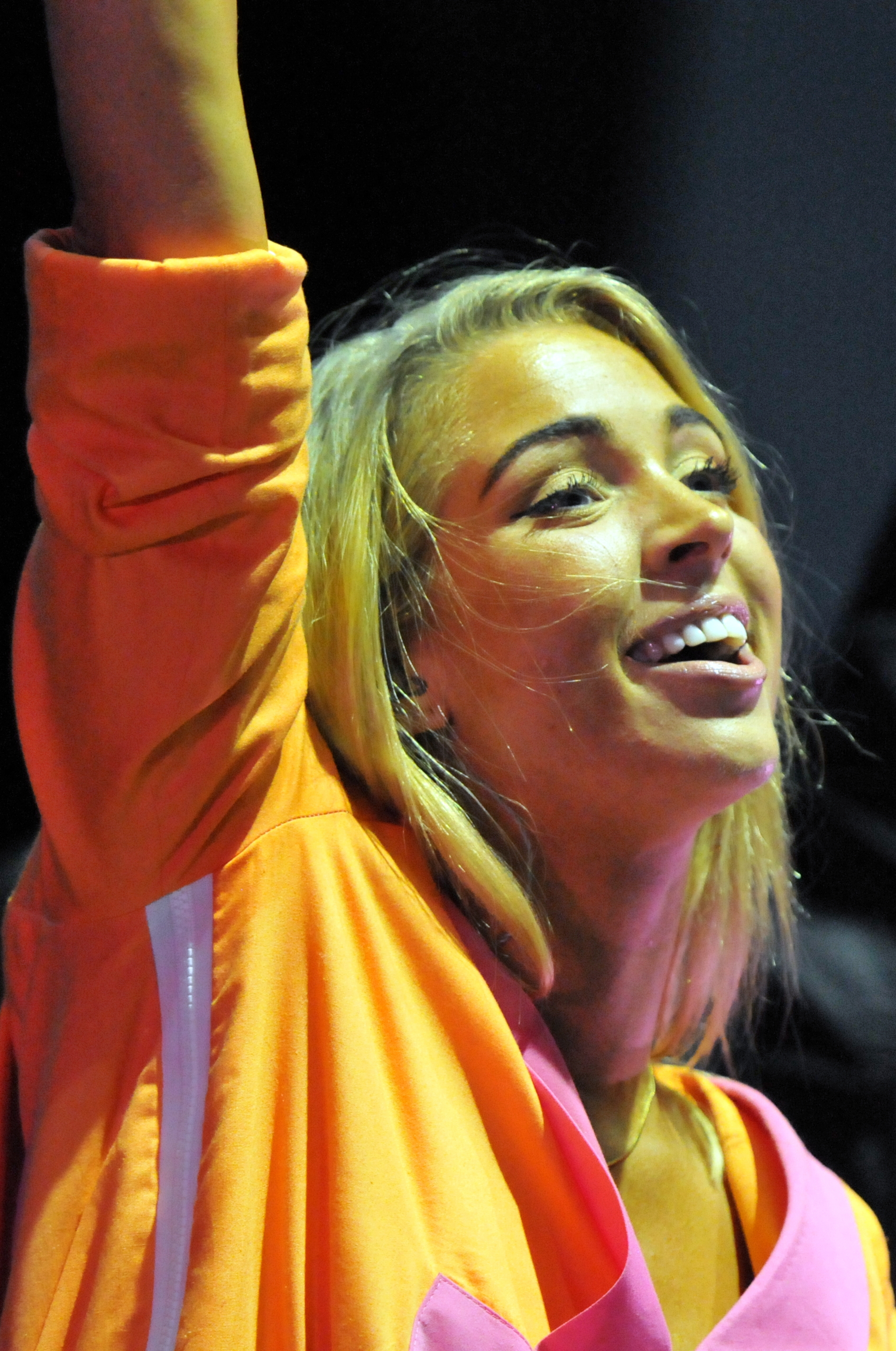
Aneta Sablik, Siegerin der elften Staffel

Am 13. März 2013 kündigte RTL die elfte Staffel an. Bewerben konnte man sich ab dem 16. März 2013 auf der Website des Senders. Neben Dauerjuror Dieter Bohlen saßen Rapper Kay One, Schlagersängerin Marianne Rosenberg und Mieze Katz, Sängerin der Band MIA., am Jurypult. Moderiert wurde die Sendung durch Nazan Eckes. Start der Staffel war am 8. Januar 2014.
Es gab einige Neuerungen, so wurde die Anzahl der Liveshows von neun auf sechs reduziert und mit sogenannten Challenges verbunden, bei der Sieger einen Kleinwagen gewannen. Die Sieger dieser Challenges wurden von der Jury bestimmt. Durch die Reduzierung der Shows schieden in jeder Liveshow gleich zwei Kandidaten aus. Einzig im Halbfinale, der fünften Live-Challenge-Show, musste nur ein Kandidat gehen.
Das Finale wurde demnach zum ersten Mal von drei Kandidaten bestritten. Dabei komponierte Dieter Bohlen nicht die potentiellen Siegertitel der Kandidaten. Dem Motto der Staffel Kandidaten an die Macht entsprechend, mussten die Finalisten das Stück selbst komponieren oder von einem Produzententeam komponieren lassen. Im Finale am 3. Mai 2014 konnte sich Aneta Sablik mit ihrem Siegertitel The One gegen Meltem Acikgöz mit 57,9 Prozent der Stimmen durchsetzen. Somit gab es zum zweiten Mal in Folge eine Gewinnerin bei DSDS.

### Staffel 12 (2015)
| 1. Severino Seeger 2. Viviana Grisafi 3. Antonio Gerardi 4. Jeannine Rossi 5. Erica Greenfield 6. Seraphina Ueberholz 7. Laura Lopez 8. Robin Eichinger 9. Marcel Kärcher 10. Leon Heidrich |

Am 29. März 2014 gab Nazan Eckes in der ersten Live-Challenge-Show bekannt, dass es 2015 eine zwölfte Staffel geben werde und man sich ab sofort für diese bewerben könne. Am 29. August 2014 gab RTL bekannt, dass Heino 2015 neben Dieter Bohlen am Jury-Pult Platz nehmen wird. Etwas später, am 30. September 2014, bestätigte RTL, dass auch der Schweizer DJ Antoine in der Jury sitzen wird. Als viertes und letztes Jury-Mitglied wurde Mandy Capristo bekanntgegeben. Start der Staffel war am 7. Januar 2015. Die Liveshows wurden von Oliver Geissen moderiert.
Es gab in diesem Jahr anstelle von Liveshows im Kölner Studio, vier Shows, die jeweils an verschiedenen Orten ausgetragen wurden. In jeder Show mussten zwei Kandidaten die Sendung verlassen, außer im Halbfinale, in dem drei Kandidaten die Show verlassen mussten. Die Sendungen wurden aufgezeichnet und die Ergebnisse der Zuschauerabstimmung auf einem Parkplatz in Köln live bekannt gegeben, von dem aus die Kandidaten zum nächsten Veranstaltungsort fuhren. Lediglich das Finale in der Bremer ÖVB-Arena, das wie im Vorjahr mit drei Kandidaten stattfand, wurde live veranstaltet. Im Gegensatz zum Vorjahr musste der Drittplatzierte, in diesem Falle Antonio Gerardi, gleich nach seinem ersten Auftritt den Wettbewerb verlassen. Die letzten beiden Kandidaten Viviana Grisafi und Severino Seeger durften ihr Staffelhighlight und den von Dieter Bohlen komponierten Siegertitel Hero of My Heart präsentieren. Mit 59 Prozent der Stimmen gewann Severino Seeger schließlich das Finale.

### Staffel 13 (2016)
| 1. Prince Damien Ritzinger 2. Laura van den Elzen 3. Thomas Katrozan 4. Anita Wiegand 5. Igor Barbosa 6. Mark Hoffmann 7. Sandra Berger 8. Tobias Soltau 9. Ramona Mihailovic 10. Aytug Gün 11. Angelika Ewa Turo |

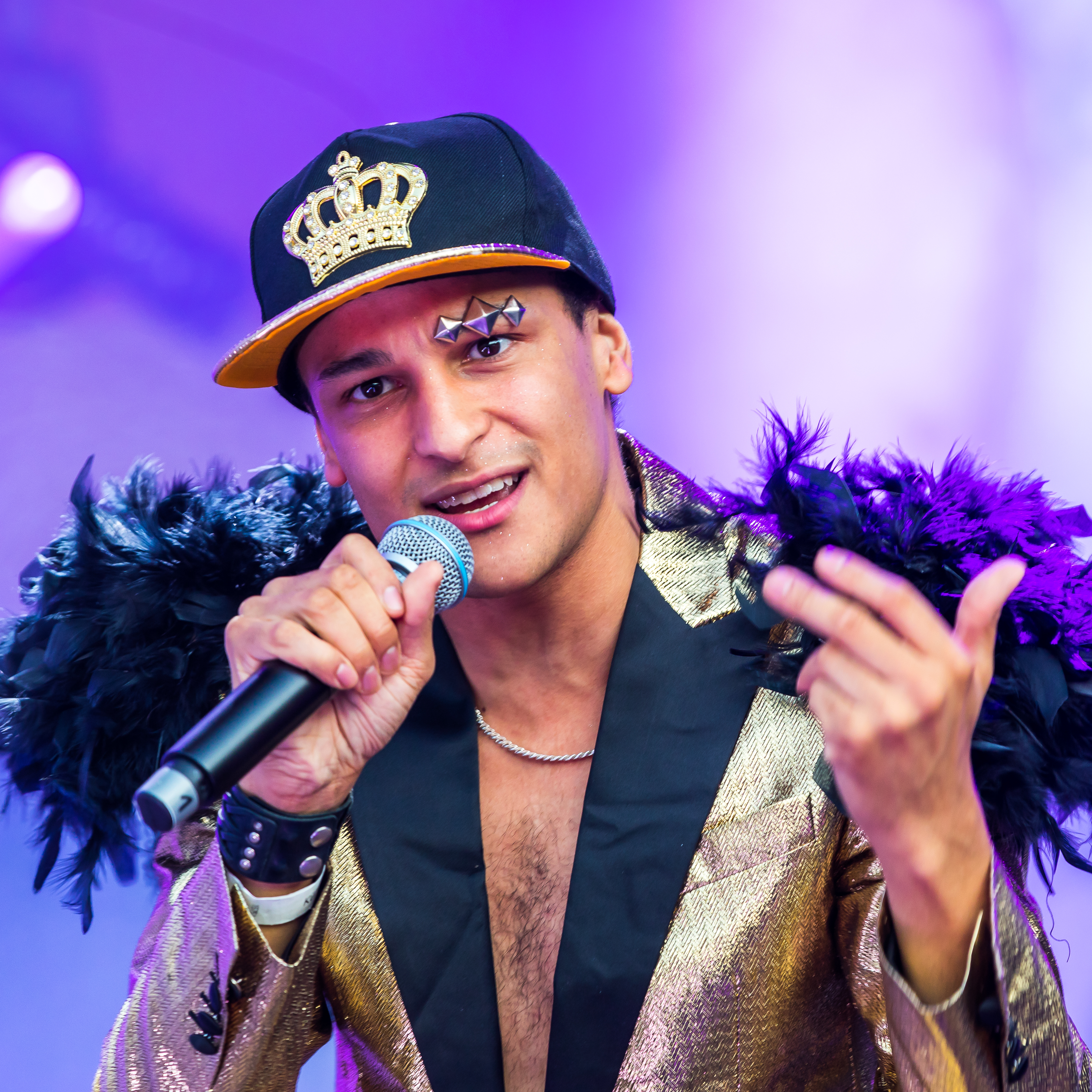
Prince Damien, Sieger der dreizehnten Staffel

In der ersten Show der zwölften Staffel gab Oliver Geissen bekannt, dass es auch 2016 eine Staffel geben soll, für die man sich ab sofort bewerben könne. Im Finale verriet Dieter Bohlen, dass für diese Staffel alle früheren Limits wie etwa die Altersbeschränkung aufgehoben sind. Dementsprechend heißt das Motto der Staffel „No Limits“. Im Juni 2015 gab RTL bekannt, dass Oliver Geissen die Finalshows auch 2016 moderieren soll. Am 1. Oktober 2015 gab RTL bekannt, dass neben Dieter Bohlen auch H. P. Baxxter, Vanessa Mai und Michelle in der Jury sitzen werden. Während der Castings hat jeder Juror die Möglichkeit mit einer Goldenen CD einen Kandidaten direkt in den Auslands-Recall zu schicken. Neu eingeführt wurde der Goldene Scheißhaufen, mit dem die Juroren besonders schlechte Auftritte auszeichnen können. Nach dem Auslands-Recall in Jamaika fanden drei Aufzeichnungen von Shows in Deutschland sowie ein live ausgestrahltes Finale am 7. Mai 2016 in Düsseldorf statt. Sieger wurde Prince Damien Ritzinger. Der Siegertitel Glücksmoment platzierte sich von allen drei Finalisten der Staffel in den Singlecharts.

### Staffel 14 (2017)
| 1. Alphonso Williams 2. Alexander Jahnke 3. Maria Voskania 4. Duygu Goenel 5. Noah Schärer 6. Chanelle Wyrsch 7. Sandro Brehorst 8. Monique Simon 9. Ivanildo Kembel 10. Ruben Mateo |

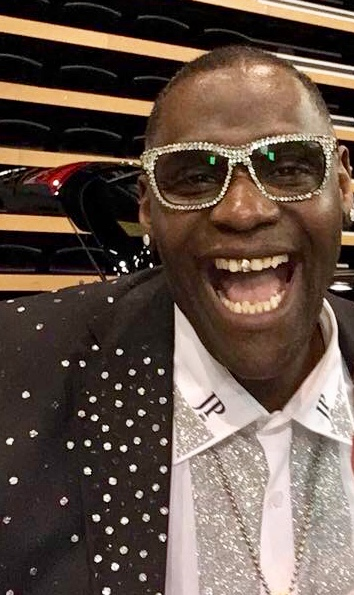
Alphonso Williams, Sieger der vierzehnten Staffel

Am 4. Januar 2017 lief die 14. Staffel von DSDS an. Das Motto lautet weiterhin „No Limits“. Die Jurymitglieder neben Dieter Bohlen wurden erstmals seit sieben Jahren nicht komplett ausgetauscht, so dass die Jury aus Dieter Bohlen, Michelle, H. P. Baxxter und der YouTuberin Shirin David bestand. David ersetzt Vanessa Mai, die die Jury verlassen hatte, um sich eigenen Schlager-Projekten zu widmen. Die Kandidaten mussten sich vor ihrem Auftritt wieder für einen der Juroren entscheiden, dessen Stimme bei Stimmengleichheit den Ausschlag gab. Hierzu diente erneut die Goldene CD.
Zu den Kandidaten zählten unter anderem Maria Voskania, die bereits 2005 teilgenommen und den 12. Platz erreicht hatte und Angelika Ewa Turo, die 2016 teilgenommen hatte, aber wegen einer Schwangerschaft kurz vor den Live-Shows freiwillig zurückgetreten war. In den sozialen Netzwerken entwickelte sich ein Shitstorm, nachdem RTL einen Tag vor der ersten Mottoshow das Ausscheiden des 54-jährigen Kandidaten Alphonso Williams bekannt gab. Dies veranlasste RTL zu einer Wildcard für die Kandidaten Alphonso Williams und Benjamin Timon Donndorf. Sie erhielten die Chance, über ein Online-Voting weiter dabei zu sein. Alphonso Williams gewann es mit 91 % der Stimmen gegen Benjamin Timon Donndorf.
Im Finale am 6. Mai 2017 setzte sich Alphonso Williams gegen Alexander Jahnke, Maria Voskania und Duygu Goenel mit 40,54 Prozent der Stimmen durch.

### Staffel 15 (2018)
| 1. Marie Wegener 2. Michel Truog 3. Michael Rauscher 4. Janina el Arguioui 5. Lukas Otte 6. Mia Gucek 7. Giulio Arancio 8. Mario Turtak 9. Isa Martino 10. Emilija Mihailova |

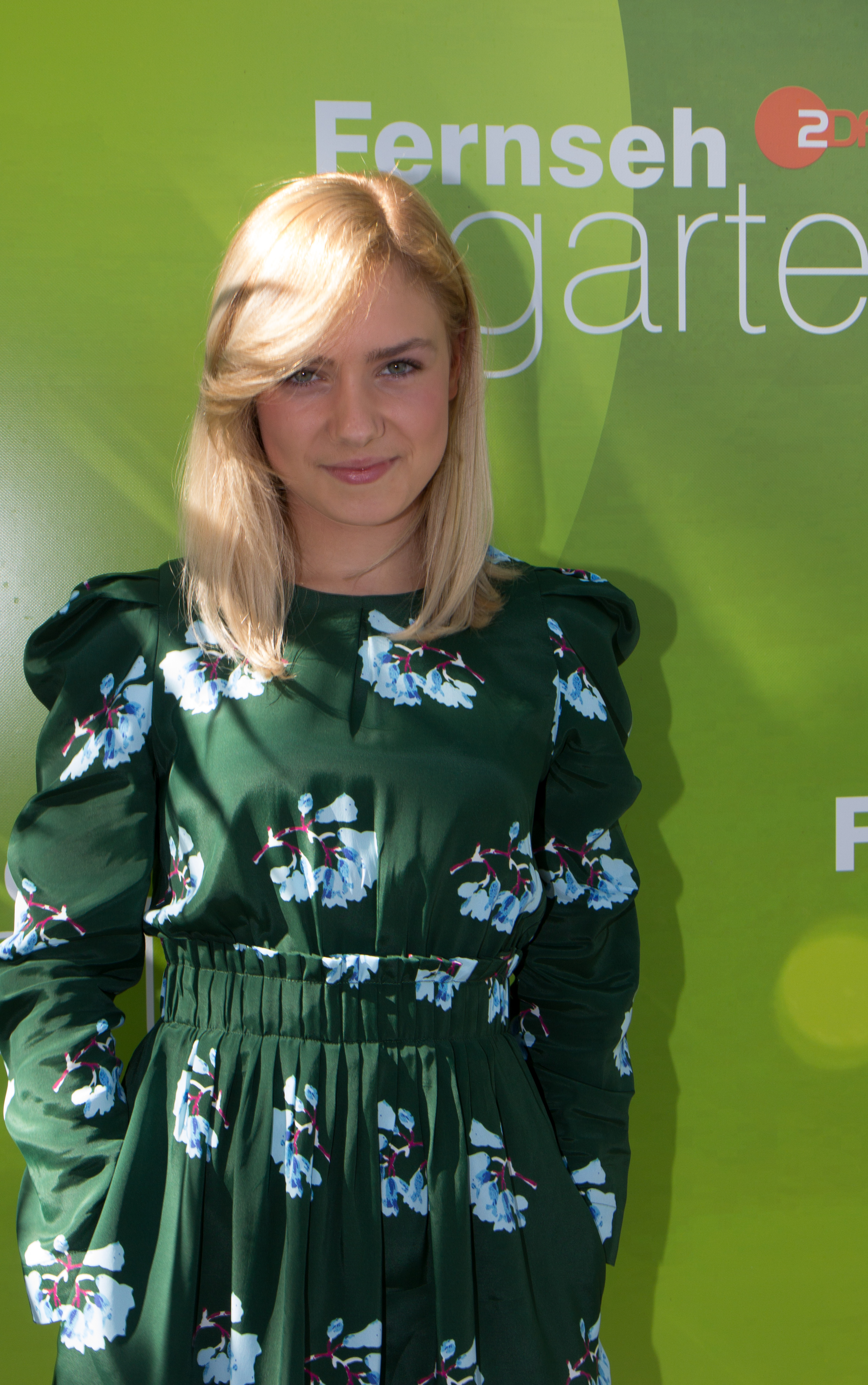
Marie Wegener, Siegerin der fünfzehnten Staffel

In der 15. Staffel wurden erneut bis auf Dieter Bohlen alle Jurymitglieder ausgewechselt. Neue Juroren waren die Sängerin der Band Glasperlenspiel, Carolin Niemczyk, sowie Mousse T. und Ella Endlich.
Ab August 2017 wurden in 60 verschiedenen Städten Deutschlands Kandidaten gesucht. In dieser Staffel gab es wieder den Deutschland-Recall. Die Teilnehmer sangen im Glass Cube in Bad Driburg in Gruppen, um sich für den Auslands-Recall in Südafrika zu qualifizieren. Dort kämpften die letzten 16 der Top-24-Kandidaten in Zweier-Duellen vor Publikum um den Einzug in die Live-Mottoshows. Die Ausstrahlung der 15. Staffel begann am Mittwoch, den 3. Januar, und war danach bis zum 5. Mai 2018 jeweils samstags bei RTL zu sehen. Gewinnerin der 15. Staffel und bisher jüngste Siegerin aller 15 Staffeln wurde die 16-jährige Marie Wegener mit dem Titel Königlich. Die Siegprämie wurde von 500.000 Euro auf 100.000 Euro herabgesetzt.

### Staffel 16 (2019)
| 1. Davin Herbrüggen 2. Nick Ferretti 3. Joana Kesenci 4. Alicia-Awa Beissert 5. Taylor Luc Jacobs 6. Clarissa Schöppe 7. Mohamed „Momo“ Chahine 8. Jonas Weisser 9. Lukas Kepser 10. Angelina Mazzamurro |

Wieder wurden bis auf Dieter Bohlen alle Jurymitglieder ausgetauscht. Mit dabei waren Pietro Lombardi, Xavier Naidoo und Oana Nechiti. Die erste Folge lief am 5. Januar 2019 um 20:15 auf RTL. Die Castings fanden in Hamburg, auf dem Drachenfels und am Bodensee, der Recall in Ischgl und der anschließende Auslandsrecall in Thailand statt. Am 27. April fand das Finale statt, welches der 20-jährige Davin Herbrüggen gewann.

### Staffel 17 (2020)
| 1. Ramon Roselly 2. Chiara D’Amico 3. Joshua Tappe 4. Paulina Wagner 5. Lydia Kelovitz 6. Marcio Pereira Conrado 7. Ricardo Rodrigues |

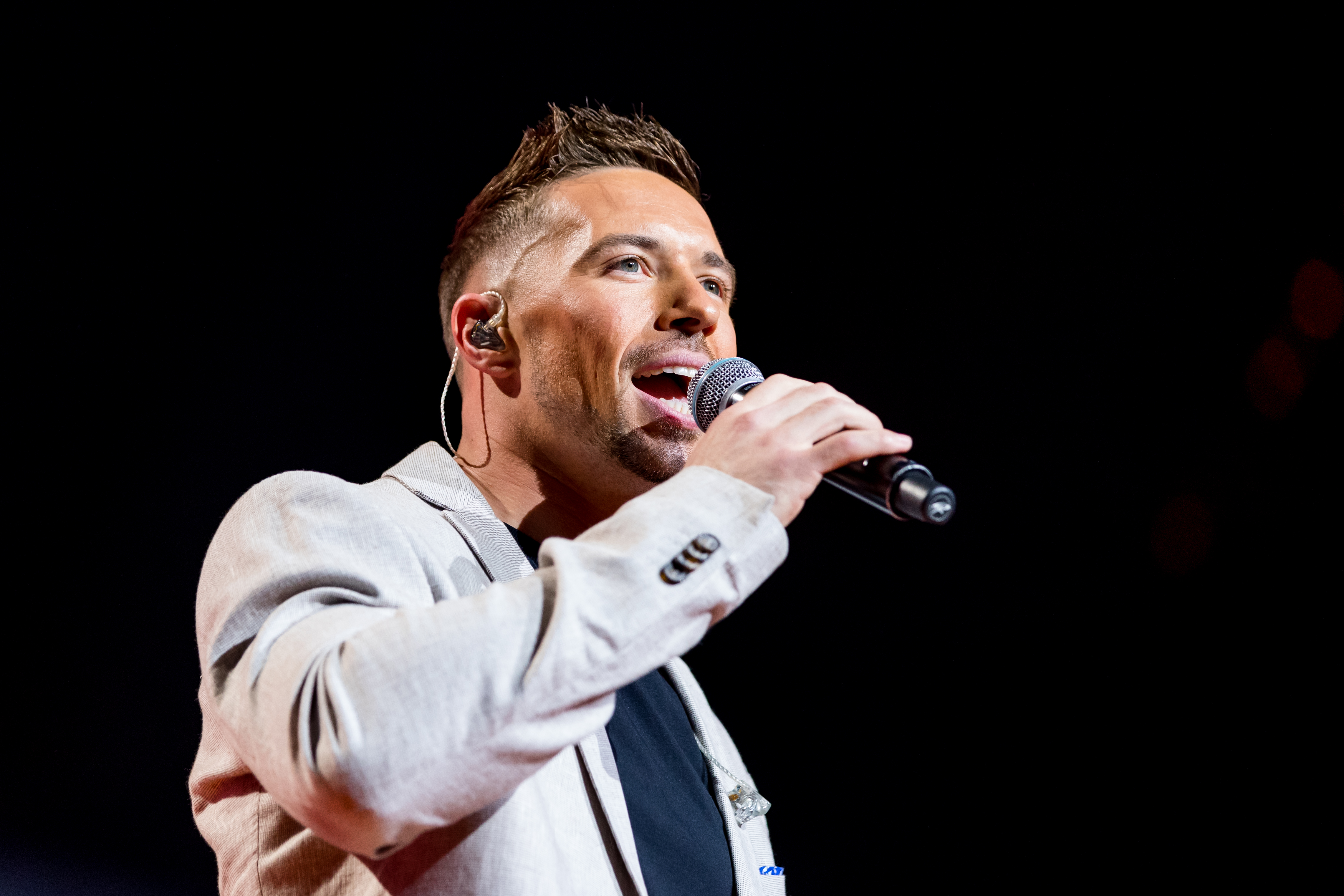
Ramon Roselly, Sieger der siebzehnten Staffel von „DSDS“.

Seit Juli 2019 wurden in verschiedenen Städten in Deutschland, Österreich und der Schweiz Kandidaten für die 17. Staffel gesucht. Die Jury blieb zunächst dieselbe wie im Vorjahr, Xavier Naidoo wurde jedoch vor Beginn der Liveshows aus der Jury ausgeschlossen. Ab der zweiten Liveshow übernahm Florian Silbereisen seinen Platz. Moderator der Liveshows war Alexander Klaws.
Die Castings fanden in Königswinter, Füssen und Hamburg statt. Die erste Folge wurde am 4. Januar ausgestrahlt. Der anschließende Recall wurde in Sölden aufgezeichnet und der Auslands-Recall an verschiedenen Schauplätzen in Südafrika. Der 26-jährige Ramon Roselly gewann am 4. April mit seiner Version des Siegertitels Eine Nacht das Finale.

### Staffel 18 (2021)
| 1. Jan-Marten Block 2. Karl Jeroboan 3. Kevin Jenewein 4. Starian Dwayne McCoy 5. Pia-Sophie Remmel 6. Michelle Patz 7. Jan Böckmann 8. Daniele Puccia 9. Daniel „Ludi“ Ludwig |

2020 wurde eine 18. Staffel angekündigt. Bis auf Bohlen sollte die Jury neu besetzt werden. Im August 2020 gab RTL bekannt, dass Mike Singer, Maite Kelly und Michael Wendler Teil der Jury sein werden. Wendler stieg Anfang Oktober 2020 vor den Aufzeichnungen des „Recalls“ aus der Show aus und begründete dies mit Verschwörungstheorien zur COVID-19-Pandemie.
Im Januar 2021 entschied sich die Sendeleitung von RTL, Wendler aus den bereits aufgenommenen Episoden herauszuschneiden, da dieser unmittelbar zuvor in einem Video die Corona-Maßnahmen mit Zuständen in einem Konzentrationslager verglichen hatte.
Moderator der Liveshows war wieder Oliver Geissen.
Das Halbfinale und Finale fand ohne Dieter Bohlen statt, da der Juror die beiden Live-Shows krankheitsbedingt absagte. Vertreten wurde Bohlen durch Thomas Gottschalk. Der 25-jährige Jan-Marten Block gewann mit seinem Siegertitel Never Not Try das Finale am 3. April 2021.

### Staffel 19 (2022)
| 1. Harry Laffontien 2. Amber van den Elzen 3. Melissa Mantzoukis 4. Gianni Laffontien 5. Dominik Simmen 6. Melissa Turan 7. Din Omerhodzic 8. Tina Umbricht 9. Abigail Nova Campos 10. Domenico Tarantino |

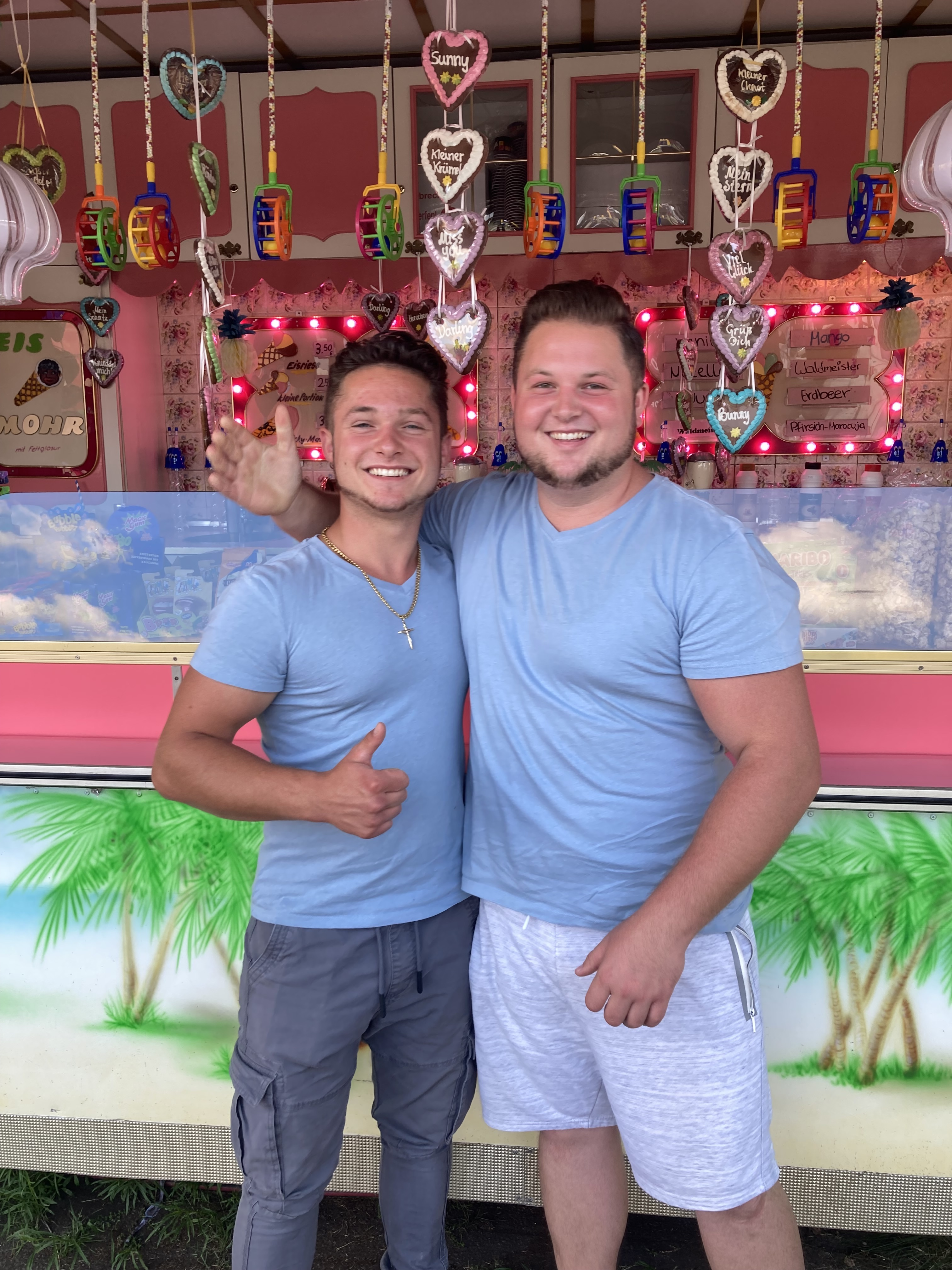
Harry Laffontien (rechts), Sieger der neunzehnten Staffel und sein Bruder Gianni, der in dieser Staffel den vierten Platz erreichte.

Nachdem RTL den Vertrag mit Dieter Bohlen als Juror nicht verlängert hatte, wurde die Jury mit Florian Silbereisen, Ilse DeLange und Toby Gad komplett neu besetzt. Darüber hinaus gab es in den Liveshows zusätzlich einen Gastjuror. Die Moderation der Liveshows übernahm Marco Schreyl, der bereits in den Staffeln 3–9 moderierte. Der 21-jährige Harry Laffontien gewann mit dem Siegertitel Someone To You am 7. Mai 2022 das Finale.

### Staffel 20 (2023)
| 1. Sem Eisinger 2. Monika Gajek 3. Lorent Berisha 4. Kiyan Yousefbeik 5. David Leischik 6. Peris Grigoriadis 7. Aileen Sager 8. Lawa Baban 9. Natalie Nock 10. Rose Ndumba |

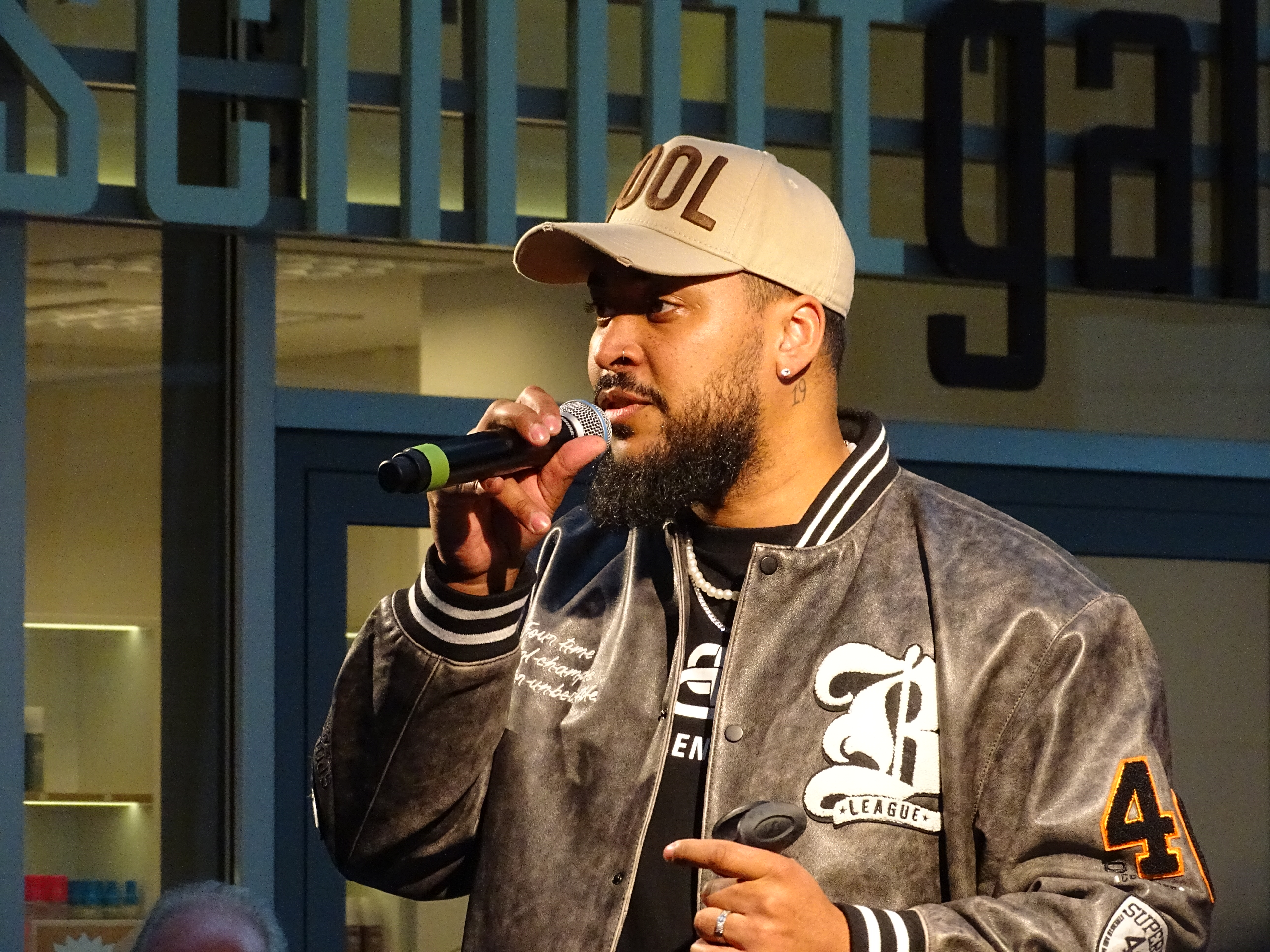
Sem Eisinger, Sieger der zwanzigsten Staffel

Die 20. Staffel von Deutschland sucht den Superstar sollte nach Angaben von RTL die letzte sein. In der ersten Liveshow der 20. Staffel wurde allerdings von Dieter Bohlen bekanntgegeben, dass es eine 21. Staffel geben wird. Juroren waren Dieter Bohlen, Pietro Lombardi, Leony und Katja Krasavice. Die Moderation übernahm Laura Wontorra. Die Fernsehausstrahlung begann am 14. Januar 2023. Der 29-jährige Sem Eisinger gewann mit seinem Siegertitel Don’t Let Me Go das Finale am 15. April 2023.

### Staffel 21 (2024)
| 1. Christian Jährig 2. Philip Matas 3. Nissim Mizrahi 4. Tom Mc Conner |

In der ersten Liveshow der 20. Staffel wurde bekanntgegeben, dass es 2024 eine weitere Staffel geben wird. In der Jury saßen erneut Dieter Bohlen und Pietro Lombardi; ebenfalls dabei waren Beatrice Egli und Loredana. Der 30-jährige Christian Jährig gewann am 9. November 2024 mit seinem Siegertitel Auf eigenen Beinen das Finale, wo er mit 75,61 % der Zuschauerstimmen gewählt wurde.

## Werdegang der Kandidaten
Die meisten Sieger dieser Show machen weiterhin Musik, und für mehrere war es der Start einer erfolgreichen Karriere.
- Alexander Klaws verkaufte mehr als 3,4 Millionen Tonträger und erhielt dafür zahlreiche Gold- und Platinauszeichnungen. Er arbeitet als Sänger, Schauspieler und Musicaldarsteller. 2020 moderierte er die Liveshows von DSDS.
- Thomas Godoj finanzierte seine Studioalben seit 2014 erfolgreich durch Crowdfunding.[71]
- Mark Medlock veröffentlichte viele Singles und Alben und erhielt mehrfach Gold und Platin.
- Die Schweizerin Beatrice Egli ist eine erfolgreiche Schlagersängerin und arbeitet auch als Fernsehmoderatorin. Sie verkaufte mehr als 1,3 Millionen Tonträger und wurde ebenfalls mehrfach mit Gold und Platin ausgezeichnet. 2024 gehörte sie zur DSDS-Jury.
- Luca Hänni trat für sein Heimatland, die Schweiz, beim Eurovision Song Contest 2019 an.
- Pietro Lombardi war Protagonist verschiedener Doku-Soaps im Rahmen der Reihe Sarah & Pietro. Er hat mehr als zwei Millionen Tonträger verkauft. 2019, 2020, 2023 und 2024 gehörte er zur DSDS-Jury.
- Ramon Roselly ist ein erfolgreicher Schlagersänger. Er veröffentlichte vier Studioalben, die sich alle im D-A-CH-Sprachraum platzieren konnten. Roselly moderierte unter anderem die Schlagernacht des Jahres.

Bei einigen Gewinnern war die öffentliche Aufmerksamkeit nur von kurzer Dauer. Viele Siegersingles erreichten Platz eins der Charts, auch das erste Album der Gewinner war in den Charts erfolgreich. In der Mehrzahl der Fälle blieb danach weiterer Erfolg aus. Die Single des Siegers der 16. Staffel 2019, Davin Herbrüggen, erreichte nur Platz 34 der Charts. Der Titel Someone to You des Gewinners der 19. Staffel, Harry Laffontien, konnte sich gar nicht platzieren.
Auch andere Kandidaten etablierten sich im Musikgeschäft, zum Beispiel Sebastian Wurth, Wincent Weiss, Sarah Engels, Ardian Bujupi, Annemarie Eilfeld, Anna-Carina Woitschack, Anna-Maria Zimmermann, Nevio Passaro, Mike Leon Grosch, Norman Langen, Vanessa Neigert, Joey Heindle, Jesse Ritch und Daniele Negroni.

## Diskografie

### DSDS-Allstars

#### Alben
| Jahr | Titel Staffel             | Höchstplatzierung, Gesamtwochen, AuszeichnungChartplatzierungen (Jahr, Titel, Staffel, Platzierungen, Wochen, Auszeichnungen, Anmerkungen) | Höchstplatzierung, Gesamtwochen, AuszeichnungChartplatzierungen (Jahr, Titel, Staffel, Platzierungen, Wochen, Auszeichnungen, Anmerkungen) | Höchstplatzierung, Gesamtwochen, AuszeichnungChartplatzierungen (Jahr, Titel, Staffel, Platzierungen, Wochen, Auszeichnungen, Anmerkungen) | Anmerkungen                                                 |
| Jahr | Titel Staffel             | DE | AT | CH | Anmerkungen                                                 |
| ---- | ------------------------- | --- | --- | --- | ----------------------------------------------------------- |
| 2003 | United 1. Staffel         | DE1 ×11Elffachgold · (14 Wo.)DE | AT1 Platin · (15 Wo.)AT | CH2 Platin · (16 Wo.)CH | Erstveröffentlichung: 9. Februar 2003 Verkäufe: + 1.160.000 |
| 2004 | Magic of Music 2. Staffel | DE2 (9 Wo.)DE | AT32 (3 Wo.)AT | CH41 (3 Wo.)CH | Erstveröffentlichung: 1. Dezember 2004                      |
| 2006 | Love Songs 3. Staffel     | DE1 Gold · (11 Wo.)DE | AT4 (9 Wo.)AT | CH7 (9 Wo.)CH | Erstveröffentlichung: 13. Februar 2006 Verkäufe: + 100.000  |
| 2007 | Power of Love 4. Staffel  | DE3 (11 Wo.)DE | AT20 (5 Wo.)AT | CH40 (4 Wo.)CH | Erstveröffentlichung: 16. März 2007                         |
| 2008 | Fly Alone 5. Staffel      | DE2 (12 Wo.)DE | AT7 (6 Wo.)AT | CH56 (5 Wo.)CH | Erstveröffentlichung: 21. März 2008                         |
| 2024 | Xmas 21. Staffel          | DE40 (1 Wo.)DE | — | — | Erstveröffentlichung: 29. November 2024                     |

#### Singles
| Jahr | Titel Staffel                  | Höchstplatzierung, Gesamtwochen, AuszeichnungChartplatzierungen (Jahr, Titel, Staffel, Platzierungen, Wochen, Auszeichnungen, Anmerkungen) | Höchstplatzierung, Gesamtwochen, AuszeichnungChartplatzierungen (Jahr, Titel, Staffel, Platzierungen, Wochen, Auszeichnungen, Anmerkungen) | Höchstplatzierung, Gesamtwochen, AuszeichnungChartplatzierungen (Jahr, Titel, Staffel, Platzierungen, Wochen, Auszeichnungen, Anmerkungen) | Anmerkungen                                                 |
| Jahr | Titel Staffel                  | DE | AT | CH | Anmerkungen                                                 |
| ---- | ------------------------------ | --- | --- | --- | ----------------------------------------------------------- |
| 2002 | We Have a Dream 1. Staffel     | DE1 ×3Dreifachgold · (17 Wo.)DE | AT2 Gold · (19 Wo.)AT | CH1 Platin · (16 Wo.)CH | Erstveröffentlichung: 23. Dezember 2002 Verkäufe: + 810.000 |
| 2003 | Believe in Miracles 2. Staffel | DE8 (10 Wo.)DE | AT25 (10 Wo.)AT | CH18 (10 Wo.)CH | Erstveröffentlichung: 24. November 2003                     |

### Siegertitel
| Jahr | Titel Staffel / Interpretation                                     | Höchstplatzierung, Gesamtwochen, AuszeichnungChartplatzierungen (Jahr, Titel, Staffel / Interpretation, Platzierungen, Wochen, Auszeichnungen, Anmerkungen) | Höchstplatzierung, Gesamtwochen, AuszeichnungChartplatzierungen (Jahr, Titel, Staffel / Interpretation, Platzierungen, Wochen, Auszeichnungen, Anmerkungen) | Höchstplatzierung, Gesamtwochen, AuszeichnungChartplatzierungen (Jahr, Titel, Staffel / Interpretation, Platzierungen, Wochen, Auszeichnungen, Anmerkungen) | Anmerkungen                                               |
| Jahr | Titel Staffel / Interpretation                                     | DE | AT | CH | Anmerkungen                                               |
| ---- | ------------------------------------------------------------------ | --- | --- | --- | --------------------------------------------------------- |
| 2003 | Take Me Tonight 1. Staffel / Alexander Klaws                       | DE1 ×5Fünffachgold · (14 Wo.)DE | AT2 Platin · (17 Wo.)AT | CH1 Gold · (14 Wo.)CH | Erstveröffentlichung: 14. März 2003 Verkäufe: + 1.000.000 |
| 2004 | This Is My Life 2. Staffel / Elli Erl                              | DE3 (12 Wo.)DE | AT6 (13 Wo.)AT | CH11 (9 Wo.)CH | Erstveröffentlichung: 22. März 2004                       |
| 2006 | I Still Burn 3. Staffel / Tobias Regner                            | DE1 Gold · (13 Wo.)DE | AT1 (16 Wo.)AT | CH1 (17 Wo.)CH | Erstveröffentlichung: 24. März 2006 Verkäufe: + 150.000   |
| 2007 | Now or Never 4. Staffel / Mark Medlock                             | DE1 Platin · (14 Wo.)DE | AT1 Gold · (21 Wo.)AT | CH1 (16 Wo.)CH | Erstveröffentlichung: 11. Mai 2007 Verkäufe: + 315.000    |
| 2008 | Love Is You 5. Staffel / Thomas Godoj                              | DE1 Gold · (13 Wo.)DE | AT1 (12 Wo.)AT | CH1 (11 Wo.)CH | Erstveröffentlichung: 23. Mai 2008 Verkäufe: + 150.000    |
| 2009 | Anything but Love 6. Staffel / Daniel Schuhmacher                  | DE1 Gold · (10 Wo.)DE | AT1 (11 Wo.)AT | CH1 (8 Wo.)CH | Erstveröffentlichung: 15. Mai 2009 Verkäufe: + 150.000    |
| 2010 | Don’t Believe 7. Staffel / Mehrzad Marashi                         | DE1 Gold · (17 Wo.)DE | AT1 Gold · (13 Wo.)AT | CH1 (9 Wo.)CH | Erstveröffentlichung: 18. April 2010 Verkäufe: + 165.000  |
| 2011 | Call My Name 8. Staffel / Pietro Lombardi                          | DE1 Platin · (16 Wo.)DE | AT1 Platin · (13 Wo.)AT | CH1 Gold · (9 Wo.)CH | Erstveröffentlichung: 10. Mai 2011 Verkäufe: + 345.000    |
| 2012 | Don’t Think About Me 9. Staffel / Luca Hänni                       | DE1 (8 Wo.)DE | AT1 (6 Wo.)AT | CH1 Platin · (6 Wo.)CH | Erstveröffentlichung: 4. Mai 2012 Verkäufe: + 30.000      |
| 2013 | Mein Herz 10. Staffel / Beatrice Egli                              | DE1 Gold · (24 Wo.)DE | AT1 (19 Wo.)AT | CH1 Gold · (20 Wo.)CH | Erstveröffentlichung: 14. Mai 2013 Verkäufe: + 165.000    |
| 2014 | The One 11. Staffel / Aneta Sablik                                 | DE1 Gold · (14 Wo.)DE | AT1 (9 Wo.)AT | CH1 (5 Wo.)CH | Erstveröffentlichung: 6. Mai 2014 Verkäufe: + 150.000     |
| 2015 | Hero of My Heart 12. Staffel / Severino Seeger                     | DE10 (3 Wo.)DE | AT12 (1 Wo.)AT | CH19 (1 Wo.)CH | Erstveröffentlichung: 16. Mai 2015                        |
| 2016 | Glücksmoment 13. Staffel / Prince Damien                           | DE1 (6 Wo.)DE | AT2 (4 Wo.)AT | CH7 (2 Wo.)CH | Erstveröffentlichung: 7. Mai 2016                         |
| 2017 | What Becomes of the Broken Hearted 14. Staffel / Alphonso Williams | DE21 (2 Wo.)DE | AT47 (1 Wo.)AT | CH38 (1 Wo.)CH | Erstveröffentlichung: 6. Mai 2017                         |
| 2018 | Königlich 15. Staffel / Marie Wegener                              | DE3 (3 Wo.)DE | AT10 (1 Wo.)AT | CH11 (1 Wo.)CH | Erstveröffentlichung: 5. Mai 2018                         |
| 2019 | The River 16. Staffel / Davin Herbrüggen                           | DE34 (1 Wo.)DE | AT48 (1 Wo.)AT | CH25 (1 Wo.)CH | Erstveröffentlichung: 27. April 2019                      |
| 2020 | Eine Nacht 17. Staffel / Ramon Roselly                             | DE1 (2 Wo.)DE | AT9 (1 Wo.)AT | CH5 (1 Wo.)CH | Erstveröffentlichung: 3. April 2020                       |
| 2021 | Never Not Try 18. Staffel / Jan-Marten Block                       | DE17 (4 Wo.)DE | AT26 (1 Wo.)AT | CH13 (2 Wo.)CH | Erstveröffentlichung: 2. April 2021                       |
| 2022 | Someone to You 19. Staffel / Harry Laffontien                      | — | — | — | Erstveröffentlichung: 6. Mai 2022                         |
| 2023 | Don’t Let Me Go 20. Staffel / Sem Eisinger                         | DE57 (1 Wo.)DE | AT47 (1 Wo.)AT | CH35 (1 Wo.)CH | Erstveröffentlichung: 14. April 2023                      |
| 2024 | Auf eigenen Beinen 21. Staffel / Christian Jährig                  | — | — | — | Erstveröffentlichung: 8. November 2024                    |

Siegeralbum

| Jahr | Titel Staffel / Interpretation                           | Höchstplatzierung, Gesamtwochen, AuszeichnungChartplatzierungen (Jahr, Titel, Staffel / Interpretation, Platzierungen, Wochen, Auszeichnungen, Anmerkungen) | Höchstplatzierung, Gesamtwochen, AuszeichnungChartplatzierungen (Jahr, Titel, Staffel / Interpretation, Platzierungen, Wochen, Auszeichnungen, Anmerkungen) | Höchstplatzierung, Gesamtwochen, AuszeichnungChartplatzierungen (Jahr, Titel, Staffel / Interpretation, Platzierungen, Wochen, Auszeichnungen, Anmerkungen) | Anmerkungen                                              |
| Jahr | Titel Staffel / Interpretation                           | DE | AT | CH | Anmerkungen                                              |
| ---- | -------------------------------------------------------- | --- | --- | --- | -------------------------------------------------------- |
| 2003 | Take Your Chance 1. Staffel / Alexander Klaws            | DE1 Gold · (17 Wo.)DE | AT4 (16 Wo.)AT | CH11 Gold · (14 Wo.)CH | Erstveröffentlichung: 28. April 2003 Verkäufe: + 120.000 |
| 2004 | Shout It Out 2. Staffel / Elli Erl                       | DE33 (2 Wo.)DE | — | — | Erstveröffentlichung: 4. Oktober 2004                    |
| 2006 | Straight 3. Staffel / Tobias Regner                      | DE1 (15 Wo.)DE | AT5 (5 Wo.)AT | CH14 (9 Wo.)CH | Erstveröffentlichung: 28. April 2006                     |
| 2007 | Mr. Lonely 4. Staffel / Mark Medlock                     | DE1 Platin · (18 Wo.)DE | AT2 Gold · (13 Wo.)AT | CH2 Gold · (14 Wo.)CH | Erstveröffentlichung: 15. Juni 2007 Verkäufe: + 225.000  |
| 2008 | Plan A! 5. Staffel / Thomas Godoj                        | DE1 Platin · (25 Wo.)DE | AT1 (8 Wo.)AT | CH3 (11 Wo.)CH | Erstveröffentlichung: 4. Juli 2008 Verkäufe: + 200.000   |
| 2009 | The Album 6. Staffel / Daniel Schuhmacher                | DE1 Gold · (11 Wo.)DE | AT1 Gold · (8 Wo.)AT | CH4 (9 Wo.)CH | Erstveröffentlichung: 19. Juni 2009 Verkäufe: + 110.000  |
| 2010 | New Life 7. Staffel / Mehrzad Marashi                    | DE5 (10 Wo.)DE | AT3 (10 Wo.)AT | CH9 (8 Wo.)CH | Erstveröffentlichung: 11. Juni 2010                      |
| 2011 | Jackpot 8. Staffel / Pietro Lombardi                     | DE1 Platin · (16 Wo.)DE | AT1 Platin · (15 Wo.)AT | CH3 Gold · (15 Wo.)CH | Erstveröffentlichung: 27. Mai 2011 Verkäufe: + 230.000   |
| 2012 | My Name Is Luca 9. Staffel / Luca Hänni                  | DE2 (13 Wo.)DE | AT1 Gold · (13 Wo.)AT | CH1 Gold · (18 Wo.)CH | Erstveröffentlichung: 18. Mai 2012 Verkäufe: + 25.000    |
| 2013 | Glücksgefühle 10. Staffel / Beatrice Egli                | DE2 ×2Doppelplatin · (37 Wo.)DE | AT2 ×2Doppelplatin · (54 Wo.)AT | CH1 Platin · (62 Wo.)CH | Erstveröffentlichung: 17. Mai 2013 Verkäufe: + 450.000   |
| 2014 | The One 11. Staffel / Aneta Sablik                       | DE11 (6 Wo.)DE | AT25 (4 Wo.)AT | CH14 (2 Wo.)CH | Erstveröffentlichung: 23. Mai 2014                       |
| 2015 | Severino 12. Staffel / Severino Seeger                   | DE19 (2 Wo.)DE | AT29 (2 Wo.)AT | CH50 (1 Wo.)CH | Erstveröffentlichung: 12. Juni 2015                      |
| 2016 | Glücksmomente 13. Staffel / Prince Damien                | DE3 (9 Wo.)DE | AT6 (8 Wo.)AT | CH15 (5 Wo.)CH | Erstveröffentlichung: 20. Mai 2016                       |
| 2017 | Mr. Bling Bling Classics 14. Staffel / Alphonso Williams | DE15 (4 Wo.)DE | AT14 (3 Wo.)AT | CH30 (2 Wo.)CH | Erstveröffentlichung: 2. Juni 2017                       |
| 2018 | Königlich 15. Staffel / Marie Wegener                    | DE7 (9 Wo.)DE | AT9 (4 Wo.)AT | CH13 (4 Wo.)CH | Erstveröffentlichung: 1. Juni 2018                       |
| 2020 | Herzenssache 17. Staffel / Ramon Roselly                 | DE2 Gold · (34 Wo.)DE | AT1 Gold · (39 Wo.)AT | CH3 (21 Wo.)CH | Erstveröffentlichung: 9. April 2020 Verkäufe: + 107.500  |

## Besonderheiten

### Menderes Bağcı
Der Kandidat Menderes Bağcı bewarb sich von der ersten bis zur fünfzehnten Staffel durchgängig, wurde jedoch in den ersten sieben abgelehnt. Als Belohnung für seine Hartnäckigkeit wurde ihm in der vierten Mottoshow der vierten Staffel ein Auftritt zugesagt. Ab der fünften Staffel wurde ihm von Dieter Bohlen ein symbolisches Auftrittsverbot bei Deutschland sucht den Superstar erteilt, das Bohlen in einem seiner Bücher jedoch wieder aufhob.
In der achten und neunten Staffel schaffte Bağcı den Einzug in die Runde der letzten 60 Kandidaten, bevor er ausschied. In der zehnten Staffel wurde er erneut im Casting von drei der vier Juroren abgelehnt. In der elften Staffel erreichte er wieder die nächste Runde, wurde mittels einer Zuschauerabstimmung mit zwei anderen Kandidaten direkt für die nächste Runde auf Kuba gewählt, schied dort aber zusammen mit einem anderen Kandidaten direkt aus. In der 12. Staffel erreichte er ebenfalls den Recall, bei dem er ausschied, in Staffel 13 schied er wieder mit nur einer Jurystimme bereits im Casting aus.
In der 14. Staffel erreichte er wieder den Recall, in dem er erneut ausschied. Im Casting der 15. Staffel sang er außer Konkurrenz ein Medley seiner bisher aufgeführten Songs, da er durch die wieder eingeführte Altersbeschränkung von 30 Jahren nicht mehr teilnehmen konnte. In Staffel 16 trat er im Ischgl-Recall auf und in Staffel 17 in der Liveshow-Vorentscheidung.

### Max Buskohl und SSDSDSSWEMUGABRTLAD
In der vierten Staffel wurde der Kandidat Max Buskohl aus der Sendung entlassen – nach der Aussage von RTL auf seinen Wunsch hin –, da er lieber mit seiner Band Empty Trash Musik machen wollte. Da Max Buskohl eine Woche später nicht mit seiner Band in der Sendung TV total des Fernsehsenders ProSieben auftreten durfte, nannte deren Moderator Stefan Raab die von ihm veranstaltete Castingshow SSDSDSSWEMUGABRTLAD (Stefan sucht den Superstar der singen soll was er möchte und gerne auch bei RTL auftreten darf).

### RTL-DSDS-Clipcontest
Begleitend zur vierten Staffel rief RTL interactive zusammen mit Clipfish den RTL-DSDS-Clipcontest ins Leben. Wie auch bei anderen Casting-Shows, wie beispielsweise Popstars, hatten Kandidaten die Möglichkeit, sich über ein Online-Video zu bewerben. Die Gewinner der Wettbewerbe hatten bisher nur mäßigen Erfolg bei der Staffel. Mandy schaffte es 2006 nicht in eine weitere Runde, und JanAR scheiterte 2007 für eine nächste Runde. Seit 2008 wird der Wettbewerb nicht mehr als solcher durchgeführt. RTL und Clipfish ermöglichen aber weiterhin die Option der Online-Bewerbung. Gute Teilnehmer erhalten eine Einladung zum Casting.

### Bild-Zeitung
Es wurden insbesondere die erste, dritte und vierte Staffel durch intensive Berichterstattung in der Boulevardzeitung Bild begleitet. Typischerweise geschah dies durch mehrtägige Kampagnen über die Beteiligten – Kandidaten und deren Umfeld, Moderatoren, Mitglieder der Jury – vor und nach den Sendeterminen und durch das Aufbauschen von in der Sendung gezeigten Ereignissen. Mehrere Teilnehmer konnten sich über einen beachtlichen Zeitraum in der Welt des Boulevards in der Rolle eines Prominenten etablieren, auch außerhalb der RTL-Gruppe. Außerdem unterstützte die Bildzeitung in der sechsten Staffel gezielt Annemarie Eilfeld, deren SMS-Abstimmer bei Weiterleitung des Bestätigungscodes 10.000 Euro gewinnen konnten.

### Massenpanik bei Autogrammstunde 2011
Bei einer Autogrammstunde der DSDS-Stars in einem Einkaufszentrum in Oberhausen wurden am Sonntag, dem 27. März 2011, über 80 Kinder und Jugendliche bei einer Massenpanik verletzt. 14 Besucher mussten ins Krankenhaus gebracht werden. Nach Angaben eines Sprechers der Stadt Oberhausen erlitten drei von ihnen Knochenbrüche, viele weitere mussten wegen Quetschungen oder Kreislaufzusammenbrüchen behandelt werden. Die Veranstaltung wurde daraufhin abgebrochen. Grund für die Panik war der große Andrang, da deutlich mehr als die erwarteten 5.000 Fans zu der Veranstaltung drängten.

## Ableger

### Superstar Weltweit
In der Show Superstar Weltweit (World Idol) nahmen mehrere Sieger der Pop Idol-Formate aus der ganzen Welt teil und traten gegeneinander an. Für Deutschland ging der damalige aktuelle „Superstar“ Alexander Klaws an den Start. Dieses Showkonzept wurde bislang einmalig durchgeführt.

### DSDS Kids
Im Jahr 2012 wurde die Spin-off-Sendung Deutschland sucht den Superstar Kids (Akronym: DSDS Kids) lanciert. Sie basierte auf dem Format des Originals und konzentrierte sich auf Kinder zwischen fünf und 14 Jahren. Produziert wurde die Sendung von Grundy Light Entertainment im Coloneum in Köln. Die dreiköpfige Jury bestand aus Dieter Bohlen, Michelle Hunziker und Dana Schweiger.
Der Sieger des Talentwettbewerbes bekam ein Ausbildungsstipendium und ein Preisgeld. DSDS Kids wurde von Daniel Aßmann moderiert.
DSDS Kids wurde in vier Sendungen ausgestrahlt. In den ersten drei Sendungen wurden drei von zehn Personen per Telefonabstimmung für das Finale ausgewählt. Die erste Sendung wurde am 5. Mai 2012 ausgestrahlt, konnte aber nicht an die Erfolge von DSDS anschließen und verlor mit 1,95 Mio. Zuschauern in der Zielgruppe deutlich gegen die 35. Ausgabe von Schlag den Raab.
Im Finale am 25. Mai gewann der zehnjährige Marco den Wettbewerb.

### Das große Wiedersehen
Am 31. Mai 2008 strahlte RTL die Sendung DSDS – Das große Wiedersehen aus. Es trafen sich Teilnehmer aus allen fünf bis damals durchgeführten Staffeln und wählten ihren Star der Stars. Es gewann Linda Teodosiu aus der fünften Staffel, Zweite wurde Juliette Schoppmann aus der ersten Staffel und Dritte Francisca Urio aus der vierten Staffel.
Anwesende Kandidaten waren:
- Staffel 1: Alexander Klaws, Juliette Schoppmann, Judith Lefeber, Nektarios Bamiatzis, Gracia Baur, Daniel Lopes
- Staffel 2: Gunther Göbbel, Judith Burmeister, Lorielle London, Aida Ilijasevic
- Staffel 3: Didi Knoblauch, Vanessa Jean Dedmon
- Staffel 4: Mark Medlock, Martin Stosch, Lisa Bund, Francisca Urio
- Staffel 5: Fady Maalouf, Linda Teodosiu, Benjamin Herd

Eine Neuauflage von Deutschland sucht den Superstar – Das große Wiedersehen wurde am 18. und 25. Februar 2020 ausgestrahlt. Beide Sendungen wurden von Menderes Bağcı moderiert.
Als Gäste in der ersten Sendung waren Juliette Schoppmann (Staffel 1), Menowin Fröhlich (Staffel 3/7), Mehrzad Marashi (Sieger der Staffel 7), Linda Teodosiu (Staffel 5), Benny Kieckhäben (Staffel 6), Gracia Baur (Staffel 1), Vanessa Neigert (Staffel 6) und Joey Heindle (Staffel 9).
In der zweiten Sendung folgten Marie Wegener (Siegerin der Staffel 15), Lisa Bund (Staffel 4), Mike Leon Grosch (Staffel 3), Daniele Negroni (Staffel 9), Annemarie Eilfeld (Staffel 6), Sebastian Wurth (Staffel 8), Kim Gloss (Staffel 7), Norman Langen (Staffel 8), Tanja Tischewitsch (Staffel 11), Anna-Carina Woitschack (Staffel 8), Ines Redjeb (Staffel 7), Judith Burmeister (Staffel 2) und als Überraschungsgäste der Casting-Kandidat Alfi Hartkor (Staffel 7) und Holger Göpfert (Staffel 6).

### DSDS – Das Magazin
Moderation
| Moderatoren               | Staffel(n) |
| Peer Kusmagk              | 1–2        |
| Tamara Gräfin von Nayhauß | 1–2        |
| David Wilms               | 3          |
| Nina Moghaddam            | 3–9        |

### DSDS – Geschichten. Legenden. Geheimnisse.
Von April bis Juli 2020 wurde auf RTL+ ein Podcast zur Sendung veröffentlicht. Moderator Eric Schroth traf bekannte ehemalige Kandidaten aus 17 Staffeln und sprach über deren Erlebnisse während ihrer Teilnahme.

## Rezeption
Die Kommission für Jugendmedienschutz (KJM) leitete im Januar 2007 ein Prüfverfahren zu DSDS wegen „möglicher sozialethischer Desorientierung von Kindern und Jugendlichen“ ein. Bei der KJM waren bis dahin auch eine Reihe von Beschwerden aus der Bevölkerung eingegangen. Antisoziales Verhalten werde von einer Identifikationsfigur wie Dieter Bohlen als cool und erfolgversprechend dargestellt, so die KJM. Respektlosigkeiten im Umgang miteinander gehörten zur Machart der Sendung. Es handele sich nicht um singuläre Entgleisungen, sondern offenbar um eine bewusste Inszenierung durch den Sender, so Wolf-Dieter Ring, Vorsitzender der KJM. In einer Sitzung Anfang März 2007 diskutierte die KJM im Rahmen einer Anhörung mit Vertretern des Senders RTL über das Sendungsformat von DSDS. Der Sender hatte vorangehend in einer schriftlichen Stellungnahme erklärt, dass die Programmverantwortlichen die Sendung nicht als Verstoß gegen die Jugendschutzbestimmungen betrachteten, gleichzeitig aber auch eingeräumt, dass Dieter Bohlen Kandidaten in zum Teil grenzwertiger Weise bewerte.
Die RTL-Vertreter betonten im Gespräch den Drang zur Selbstdarstellung der Kandidaten, die „im Übrigen auch über die redaktionelle Gestaltung ihres Auftritts umfassend aufgeklärt“ würden. Unter Berücksichtigung der Anhörungsergebnisse entschied die KJM, dass RTL in bestimmten Nachmittags-Sendungen im Januar 2007 gegen die Jugendschutzbestimmungen verstoßen habe. Beleidigende Kommentare der Jury sowie die redaktionelle Aufbereitung und Inszenierung der Auftritte einiger Kandidaten seien geeignet, die Entwicklung von Kindern unter zwölf Jahren zu beeinträchtigen. In einem Massenmedium werde vorgeführt, wie Menschen herabgesetzt, verspottet und lächerlich gemacht werden. Antisoziales Verhalten werde auf diese Weise als Normalität dargestellt. Dies könne Werten wie Mitgefühl, Respekt und Solidarität mit anderen entgegenwirken. Auch die Ausstrahlung der betreffenden Sendungen im Hauptabendprogramm sieht die KJM in Hinblick auf Kinder und Jugendliche im Alter zwischen zwölf und 16 kritisch und erwartet künftig die Vorlage bei der Freiwilligen Selbstkontrolle Fernsehen (FSF) bereits in den Produktionsprozessen, sowie eine intensive Diskussion über mögliche Jugendschutzprobleme. Trotz der Feststellungen der KJM musste DSDS nicht ins Spätprogramm von RTL verschoben werden, was eine übliche Vorgehensweise bei jugendgefährdenden Sendungen ist. Die KJM werde DSDS jedoch verstärkt kontrollieren und analysieren.
Als direkte, satirische Reaktion auf DSDS rief ein Radiosender im Jahr 2003 die „Castingband“ Die Nixer ins Leben und bewarb massiv deren Debüt-Single Nix. Obwohl das Stück, abgesehen vom anfänglichen Einzählen, nur aus akustischem Hintergrundrauschen besteht, stieg es auf Platz 73 in die deutschen Singlecharts ein.
Ende 2003/Anfang 2004 initiierte der seinerseits in Teilen seiner Medienauftritte umstrittene Stefan Raab in seiner Sendung TV total des Fernsehsenders ProSieben den Wettbewerb SSDSGPS (Stefan sucht den Super-Grand-Prix-Star) bewusst als Kontrast zu Deutschland sucht den Superstar. Raab bezeichnete DSDS in einem Interview mit dem Nachrichtenmagazin Der Spiegel als „inszeniertes Abwatschen armer Seelen, das nur niederste Instinkte befriedige“. Für das Konzept seiner eigenen Castingshow erhielt Raab 2005 den Adolf-Grimme-Preis (Spezialpreis). Die Jury des Grimme-Instituts zog in der Begründung unter anderem einen Vergleich zwischen SSDSGPS und DSDS und stellte fest: „SSDSGPS kann dabei als Gegenmodell gesehen werden zu gelackten Megaveranstaltungen, wo mit bigottem Ernst suggeriert wird, echte Superstars zu kreieren, tatsächlich aber synthetische Sangesmarionetten installiert werden, zum schnellstmöglichen kommerziellen Gebrauch, mit Nachhaltigkeitsfaktor Null – es sei denn, sie existieren in einer Witzfigurenfunktion für die Klatschpresse weiter“ (was sich auf Daniel Küblböck bezog). Raab kritisierte mit seiner Aktion „Freiheit für Max Buskohl“ die „Knebelverträge“ von RTL für die Kandidaten in der vierten Staffel, da es diesem Kandidaten durch seine Vertragsbindung an RTL nicht gestattet sei, auf ProSieben bei TV Total aufzutreten.
Laut der Hamburger Medien-Professorin Joan Kristin Bleicher „werden die Sprüche von Dieter Bohlen bewusst lanciert, um einen begleitenden Skandal zu haben“.
Im Verlauf der vierten Staffel wurde nach einem quotenstarken Beginn ein deutlicher Zuschauerrückgang in der Phase der „Top 20“-Shows registriert. Das Medienmagazin DWDL.de führt dies darauf zurück, dass die anfängliche Castingphase, die „inzwischen aber eher einer Comedyshow als einem Musikwettbewerb“ gleiche, zur Hauptsache geworden sei.
RTL trat aufgekommenen Manipulationsvorwürfen in Bezug auf Telefonabstimmungen, welche auch bei anderen Castingshows vorkamen, durch Veröffentlichung der Abstimmungsergebnisse entgegen.
RTL-Unterhaltungschef Tom Sänger bezeichnete DSDS Anfang 2010 als „im Kern eine Symbiose aus Neugierde und Freude an der Selbstdarstellung“, […] aus Exhibitionismus und Voyeurismus.
Die Kommission für Jugendmedienschutz (KJM) rügte die erste Folge der siebten Staffel mit einem „herabwürdigendem Verhalten der Jury“ und einer „redaktionellen Gestaltung der Sendung, die die Kandidaten gezielt lächerlich macht und dem Spott eines Millionenpublikums aussetzt.“ Der Vorsitzende der KJM beklagte, dass antisoziales Verhalten und beleidigende Äußerungen als normale Umgangsformen dargestellt würden. Die Regeln der Freiwilligen Selbstkontrolle Fernsehen (FSF) seien zwar nicht überschritten worden, aber es bestehe Diskussionsbedarf.
Haben Kandidaten die erste Runde überstanden, bekommen sie einen Fragebogen mit über 130 Fragen der Produktionsfirma Grundy vorgelegt, der „intimste Details“ abfragt, die zum Teil arbeitsrechtlich problematisch sind.
Die Sendung erweckt zudem den Eindruck, alle Kandidaten würden vor der Prominentenjury auftreten. Dies ist aber, wie RTL bestätigt, aus „logistischen Gründen“ nicht möglich. Die Kandidaten singen zunächst vor einer anderen Jury, die eine Vorauswahl für die Prominentenjury trifft.

## Einschaltquoten
| Staffel | Staffeldurchschnitt (Ab 3 Jahren) | Finalsendung (Ab 3 Jahren) | Marktanteildurchschnitt (Ab 3 Jahren) |
| ------- | --------------------------------- | -------------------------- | ------------------------------------- |
| 1       | 9,48 Mio.                         | 12,8 Mio.                  | 29,6 %                                |
| 2       | 4,92 Mio.                         | 5,33 Mio.                  | 16,4 %                                |
| 3       | 6,07 Mio.                         | 7,04 Mio.                  | 19,3 %                                |
| 4       | 4,89 Mio.                         | 5,99 Mio.                  | 16,7 %                                |
| 5       | 5,04 Mio.                         | 5,57 Mio.                  | -                                     |
| 6       | 5,68 Mio.                         | 6,04 Mio.                  | 21,2 %                                |
| 7       | 6,51 Mio.                         | 7,58 Mio.                  | 19,8 %                                |
| 8       | 6,17 Mio.                         | 6,30 Mio.                  | 20,3 %                                |
| 9       | 5,19 Mio.                         | 4,71 Mio.                  | 16,4 %                                |
| 10      | 4,17 Mio.                         | 4,63 Mio.                  | 13,3 %                                |
| 11      | 4,21 Mio.                         | 3,80 Mio.                  | 13,8 %                                |
| 12      | 4,03 Mio.                         | 4,43 Mio.                  | 13,4 %                                |
| 13      | 4,10 Mio.                         | 3,60 Mio.                  | 13,5 %                                |
| 14      | 3,64 Mio.                         | 3,47 Mio.                  | -                                     |
| 15      | 3,70 Mio.                         | 3,38 Mio.                  | 12,3 %                                |
| 16      | 3,78 Mio.                         | 3,48 Mio.                  | 12,7 %                                |
| 17      | 3,56 Mio.                         | 4,24 Mio.                  | 11,7 %                                |
| 18      | 3,22 Mio.                         | 2,68 Mio.                  | 10,2 %                                |
| 19      | 1,85 Mio.                         | 1,87 Mio.                  | 6,9 %                                 |
| 20      | 2,20 Mio.                         | 2,35 Mio.                  | 8,6 %                                 |
| 21      | 1,68 Mio.                         | 1,83 Mio.                  | 7,5 %                                 |

## Auszeichnungen
Im Jahr 2003 sowie im Jahr 2008 wurde Deutschland sucht den Superstar als „Beste Unterhaltungssendung“ mit dem Deutschen Fernsehpreis ausgezeichnet. Drei Jahre später wurde der Preis erneut an die Castingshow verliehen: Florian Wieder erhielt insbesondere für das Bühnenbild von DSDS den Deutschen Fernsehpreis 2006 in der Kategorie „Beste Ausstattung (Bühnenbild/Studiodesign)“.
Im Juni 2008 erhielt das Mobile-Angebot von DSDS den Konvergenz-Preis des jährlich verliehenen made for mobile Awards.